# William-Adolphe Bouguereau
William-Adolphe Bouguereau (La Rochelle, 30 de novembro de 1825 – La Rochelle, 19 de agosto de 1905) foi um professor e pintor acadêmico francês. Com um talento manifesto desde a infância, recebeu treinamento artístico em uma das mais prestigiadas escolas de arte de seu tempo, a Escola de Belas Artes de Paris, onde veio a ser mais tarde professor muito requisitado, ensinando também na Academia Julian. Sua carreira floresceu no período áureo do academicismo, sistema de ensino do qual foi um ardente defensor e do qual foi um dos mais típicos representantes.
Sua pintura se caracteriza pelo perfeito domínio da forma e da técnica, com um acabamento de alta qualidade, obtendo efeitos de grande realismo. Em termos de estilo, fez parte da corrente eclética que dominou a segunda metade do século XIX, mesclando elementos do neoclassicismo e do romantismo em uma abordagem naturalista com boa dose de idealismo. Deixou obra vasta, centrada nos temas mitológicos, alegóricos, históricos e religiosos; nos retratos, nos nus e nas imagens de jovens camponesas.
Acumulou fortuna e granjeou fama internacional em vida, recebendo inúmeros prêmios e condecorações — como o Prêmio de Roma e a Ordem Nacional da Legião de Honra — mas no final de sua carreira começou a ser desacreditado pelos pré-modernistas. A partir do início do século XX, logo após sua morte, sua obra foi rapidamente esquecida, chegando a ser considerada de todo vazia e artificial, e um modelo de tudo o que a arte não deveria ser, mas na década de 1970 começou a ser novamente apreciada, e hoje é considerado um dos grandes pintores do século XIX. No entanto, ainda existe bastante resistência ao seu trabalho, permanecendo a polêmica em seu redor.

## Vida

### Primeiros anos
William-Adolphe Bouguereau nasceu em uma família que havia se radicado em La Rochelle desde o século XVI. Seus pais foram Théodore Bouguereau e Marie Marguérite Bonnin. Em 1832 a família se mudou para Saint-Martin, a principal cidade da ilha de Ré, onde o pai decidiu iniciar um negócio no porto. O menino foi matriculado na escola, mas passava grande parte do tempo desenhando. O negócio não resultou muito lucrativo, a família teve dificuldades econômicas, e por isso encaminharam-no para viver com seu tio, Eugène Bouguereau, cura da paróquia de Mortagne sur Gironde. Eugène tinha cultura e introduziu seu pupilo nos clássicos, na literatura francesa e na leitura da Bíblia, além de dar-lhe aulas de latim, ensiná-lo a caçar e montar e despertar-lhe o amor à natureza.
Para que aprofundasse seus conhecimentos clássicos, Eugène o enviou em 1839 para estudar na escola de Pons, uma instituição religiosa, onde entrou em contato com a mitologia grega, a história antiga e a poesia de Ovídio e Virgílio. Ao mesmo tempo, recebia lições de desenho de Louis Sage, um antigo aluno de Ingres. Em 1841 a família se mudou novamente, agora para Bordeaux, onde deveriam iniciar um comércio de vinhos e óleo de oliva. O jovem parecia destinado a seguir os passos paternos no comércio, mas logo alguns clientes da loja notaram os desenhos que ele fazia e insistiram que o pai o mandasse para estudar na escola municipal de desenho e pintura. O pai concordou, com a condição de que ele não seguisse carreira, pois via no comércio um futuro mais promissor. Matriculado em 1842 e estudando com Jean-Paul Alaux, apesar de frequentar as aulas apenas duas horas por dia, avançou depressa e acabou por receber em 1844 o primeiro prêmio em pintura, o que lhe confirmou a vocação. Para ganhar algum dinheiro desenhava rótulos para gêneros alimentícios.

### Aperfeiçoamento e início da carreira

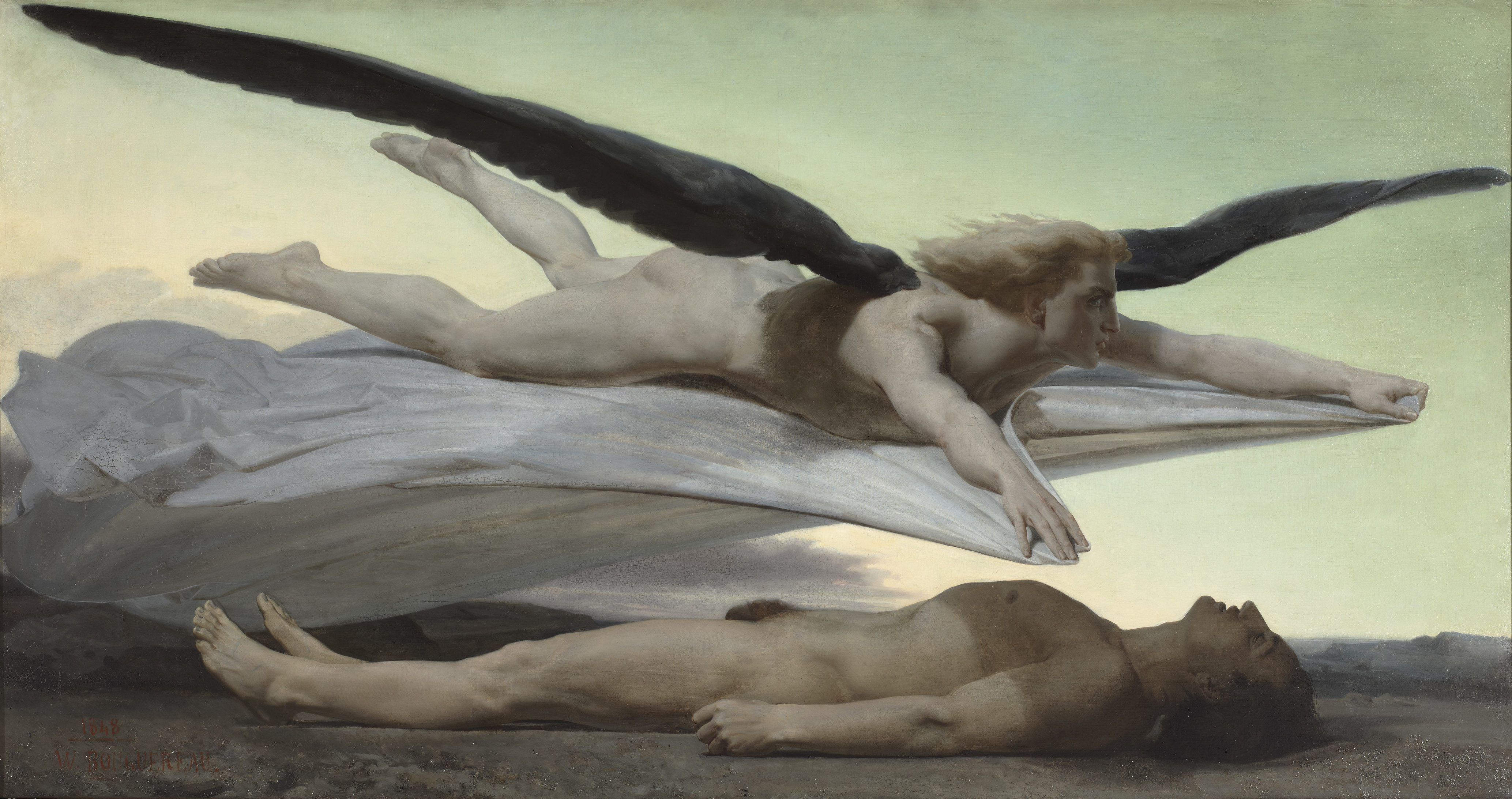
Igualdade diante da morte, 1848

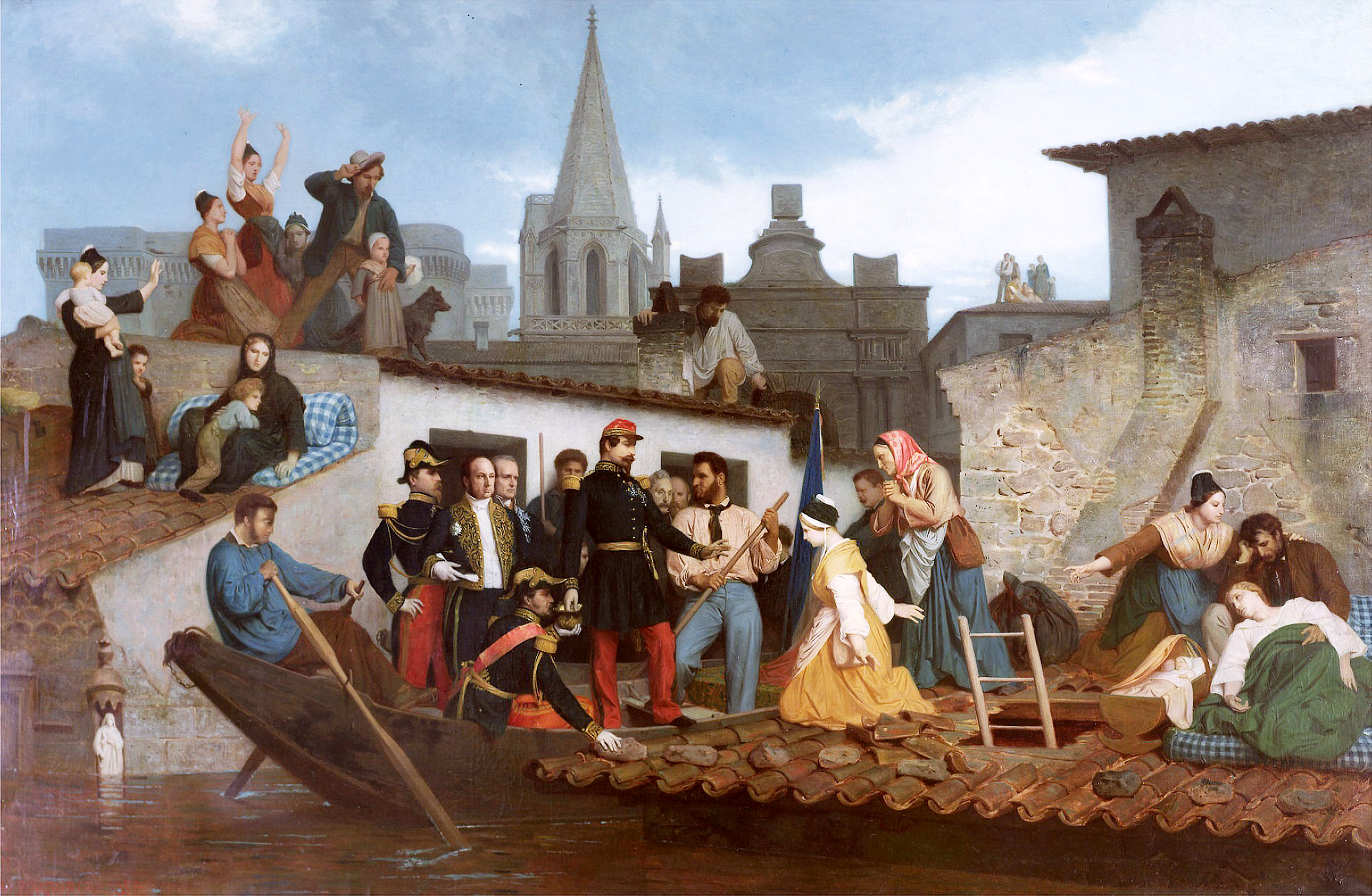
Napoleão III visitando as vítimas da enchente de Tarascon em 1856

Através de seu tio, recebeu uma encomenda para pintar retratos de paroquianos, e com a renda dos trabalhos, mais uma carta de recomendação de Alaux, pôde, em 1846, se dirigir a Paris e ingressar na Escola de Belas Artes. François-Édouard Picot o recebeu como discípulo e com ele Bouguereau se aperfeiçoou no método acadêmico. Na época, disse que ingressar na escola o deixou "transbordante de entusiasmo", estudando até vinte horas diárias e mal se alimentando. Para se aprimorar no desenho anatômico assistia a dissecções, além de estudar história e arqueologia. Seu progresso foi, assim, muito rápido, e obras desta fase, como Igualdade diante da morte (1848), já são trabalhos perfeitamente acabados, tanto que no mesmo ano dividiu a primeira colocação, junto com Gustave Boulanger, na etapa preliminar do Prêmio de Roma. Em 1850 venceu a disputa final para o Prêmio, com a obra Zenóbia encontrada por pastores nas margens do Araxe.
Estabelecendo-se na Villa Medici, como discípulo de Victor Schnetz e Jean Alaux, pôde estudar diretamente os mestres do Renascimento, sentindo grande atração pelo trabalho de Rafael. Visitou cidades da Toscana e da Úmbria, estudando os antigos, apreciando especialmente as belezas artísticas de Assis, copiando na íntegra os afrescos de Giotto na Basílica de São Francisco. Também se entusiasmou com os afrescos da Antiguidade que conheceu em Pompeia, que reproduziria em sua própria casa quando mais tarde voltou para a França, o que se deu em 1854. Passou algum tempo com seus parentes em Bordeaux e La Rochelle, decorou a villa dos Moulon, um ramo abastado da família, e depois fixou-se em Paris. No mesmo ano expôs no Salão O Triunfo do Martírio, realizado no ano anterior, e decorou duas mansões. Já seus primeiros críticos aplaudiram sua maestria no desenho, a feliz composição das figuras e a afortunada filiação a Rafael, de quem diziam que apesar de ele ter aprendido tudo dos antigos, deixara obra original. Também foi objeto de um elogioso artigo de Théophile Gautier, que muito lhe valeu para consolidar sua reputação.
Casou-se com Marie-Nelly Monchablon em 1856, e com ela teria cinco filhos. No mesmo ano o governo francês encomendou-lhe a decoração da prefeitura de Tarascon, onde deixou a tela Napoleão III visitando as vítimas da enchente de Tarascon em 1856. No ano seguinte obteve a medalha de primeira classe no Salão, pintou retratos do imperador Napoleão III e da imperatriz Eugênia de Montijo e decorou a mansão do rico banqueiro Émile Pereire. Com esses trabalhos Bouguereau se tornou um artista célebre, passando a ser procurado como professor. Também neste ano nasceu sua primeira filha, Henriette. O ano de 1859 viu nascer uma de suas maiores composições, O Dia de Todos os Santos, adquirida pela prefeitura de Bordeaux, e seu primeiro filho, George. Na mesma época decorou, sob a supervisão de Picot, a capela de São Luís na Igreja de Santa Clotilde, em Paris, num estilo austero que trai sua admiração pelos renascentistas. Sua segunda filha, Jeanne, nasceu no Natal de 1861, mas viveu poucos anos.

### Transição estilística e consagração

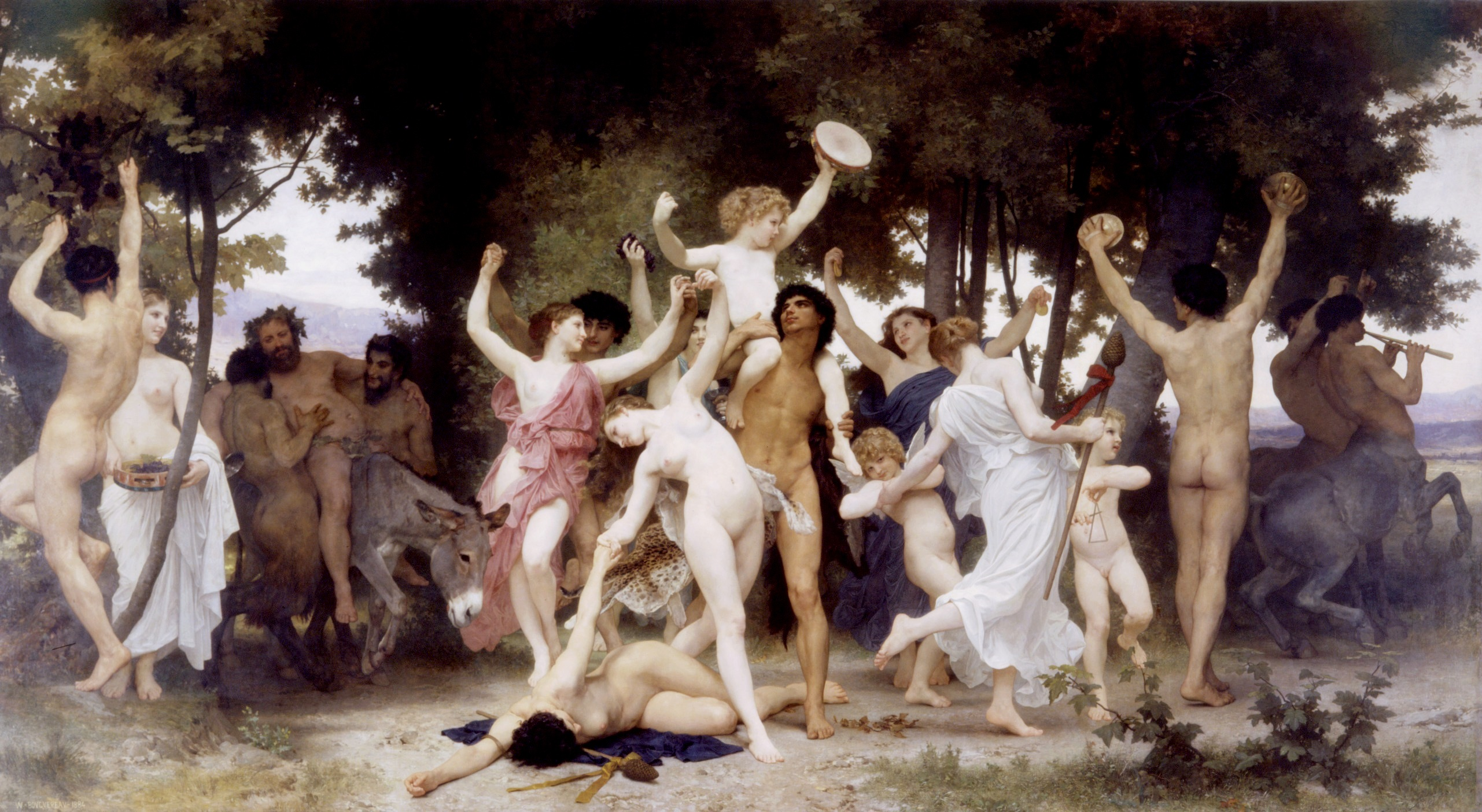
A juventude de Baco, 1884

Enquanto que sua produção inicial havia privilegiado os grandes temas históricos e religiosos, seguindo a tradição acadêmica, o gosto do público começava a mudar e na década de 1860 sua pintura evidencia uma transformação, aprofundando-se no estudo da cor, preocupando-se com um acabamento técnico de elevada qualidade e consolidando uma obra de maior apelo popular, pela qual ficaria mais conhecido. Realizou decorações na igreja dos agostinhos de Paris e na sala de concertos do Grand-Théâtre de Bordeaux, sempre realizando outras obras paralelamente, que neste período são tintas de certa melancolia. Também estabeleceu fortes laços com Jean-Marie Fortuné Durand, seu filho Paul Durand-Ruel e Adolphe Goupil, conhecidos marchands, participando ativamente dos Salões. Suas obras tinham boa aceitação e logo sua fama se expandiu para a Inglaterra, possibilitando-lhe adquirir uma grande casa com atelier em Montparnasse. Em 1864 nasceu um segundo filho, chamado Paul.
Sitiada Paris em 1870, durante a Guerra franco-prussiana, Bouguereau voltou sozinho de suas férias na Inglaterra, onde estava com a família, e tomou armas como soldado raso, auxiliando na defesa de barricadas, embora por sua idade fosse isento do serviço militar. Levantado o cerco, reuniu-se aos seus e passou algum tempo em La Rochelle, esperando o fim da Comuna. Aproveitou o tempo para realizar decorações na catedral e pintar o retrato do bispo Thomas. Em 1872 foi jurado na Feira Mundial de Viena, quando suas obras já mostravam um espírito mais sentimentalista, jovial e dinâmico, a exemplo de Ninfas e sátiro (1873), retratando também muitas vezes crianças. Este clima seria quebrado em 1875, quando faleceu George, um duro golpe sobre a família, que no entanto refletiu-se em duas importantes obras de tema sacro: Pietà e A Virgem da consolação. Ao mesmo tempo, passou a dar aulas na Academia Julian de Paris. Em 1876 nasceu seu último rebento, Maurice, e foi aceito como membro titular do Instituto de França, depois de doze pleitos frustrados. Um ano depois, novos sofrimentos: sua esposa faleceu e, após dois meses, perdeu também Maurice. Como que por compensação, o período foi pontilhado com a produção de várias de suas maiores e mais ambiciosas pinturas. No ano seguinte, recebeu a grande medalha de honra na Exposição Universal. Ao final da década comunicou à família seu desejo de casar novamente, com sua antiga aluna Elizabeth Gardner. Sua mãe e sua filha se opuseram, mas em segredo o casal noivou em 1879. O casamento só seria celebrado após a morte de sua mãe, em 1896.
Em 1881 decorou a capela da Virgem na Igreja de São Vicente de Paulo em Paris, uma encomenda que levaria oito anos para completar, consistindo de oito grandes telas sobre a vida de Cristo. Pouco depois tornou-se presidente da Sociedade dos Artistas Franceses, encarregada da administração dos Salões, cargo que reteve por muitos anos. Entrementes, pintou outra tela de grandes dimensões, A juventude de Baco (1884), uma das favoritas do artista, permanecendo em seu atelier até sua morte. No ano de 1888 foi indicado professor da Escola de Belas Artes de Paris e, no ano seguinte, foi feito Comendador da Ordem Nacional da Legião de Honra. Nesta altura, enquanto sua fama aumentava na Inglaterra e nos Estados Unidos, na França começava a conhecer certo declínio, enfrentando a concorrência e os ataques das vanguardas pré-modernistas, que o consideravam medíocre e pouco original.

### Anos finais

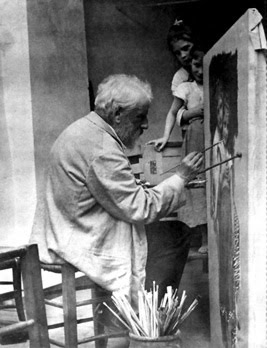
Fotografia do artista em seus anos finais

Bouguereau tinha opiniões firmes e em mais de uma vez travou embates com o público, com seus colegas e a crítica. Em 1889 entrou em choque com o grupo reunido em torno do pintor Ernest Meissonier a respeito do regulamento dos Salões, o que acabou resultando na criação da Sociedade Nacional das Belas Artes, que manteve um Salão dissidente. Em 1891 os alemães convidaram artistas franceses para expor em Berlim, e Bouguereau foi um dos poucos que aceitou, dizendo que sentia ser um dever patriótico penetrar na Alemanha e conquistá-la através do pincel. Isso não obstante despertou a ira da Liga dos Patriotas de Paris, e Paul Déroulède iniciou uma guerra contra ele na imprensa. Por outro lado, o sucesso de Bouguereau na organização de uma mostra de artistas franceses na Royal Academy de Londres teve como efeito a criação de um evento permanente, de repetição anual.
Seu filho Paul, que havia se tornado um respeitado jurista e militar, faleceu em 1900, sendo a quarta morte de um filho que Bouguereau teve de testemunhar. Nesta época o pintor estava com ele em Menton, no sul da França, onde, pintando incessantemente, esperava que se recuperasse da tuberculose que havia contraído. A perda foi crítica para Bouguereau, cuja saúde a partir de então declinou rápido. Em 1902 manifestaram-se os primeiros sinais de um mal cardíaco. Teve, porém, a felicidade de ver aclamada a obra que enviara à Feira Mundial, e em 1903 recebeu a insígnia de Grande-Oficial da Ordem Nacional da Legião de Honra. Logo depois foi convidado para as celebrações do centenário da Villa Medici em Roma, passando em seguida uma semana em Florença com sua esposa. Nesta altura recebia amiudados convites para ser homenageado em cidades da Europa, mas sua saúde precária o obrigava a recusá-los, e acabou por impedi-lo de pintar. Pressentindo o fim, mudou-se em 31 de julho de 1905 para La Rochelle, onde expirou em 19 de agosto.

## Obra
A cada dia entro em meu estúdio cheio de alegria; à noite, quando a escuridão me obriga a deixá-lo, mal posso esperar pelo dia seguinte. Se eu não pudesse devotar-me à minha amada pintura eu seria um pobre coitado. — William Bouguereau

### Contexto
Bouguereau floresceu no auge do academismo, um método de ensino nascido no século XVI e que em meados do século XIX chegara a obter uma influência dominante. Baseava-se no conceito fundamental de que a arte pode ser integralmente ensinada através da sua sistematização em um corpo comunicável de teoria e prática, minimizando a importância da originalidade. As academias valorizavam acima de tudo a autoridade dos mestres consagrados, venerando de modo especial a tradição clássica, e adotavam conceitos que possuíam, além de um caráter estético, também um fundo ético e um propósito pedagógico, produzindo uma arte que almejava educar o público e assim transformar a sociedade para melhor. Também tiveram um papel fundamental na organização de todo o sistema de arte, pois além do ensino monopolizaram a ideologia cultural, o gosto, a crítica, o mercado e as vias de exibição e difusão da produção artística, e estimularam a formação de coleções didáticas que acabaram por ser a origem de muitos museus de arte. Essa vasta influência se deveu principalmente à sua dependência do poder constituído dos Estados, sendo via de regra veículos para a divulgação e consagração de ideários não apenas artísticos, mas também políticos e sociais.
Entre as práticas mais típicas das academias estava a organização de Salões periódicos, eventos competitivos de caráter artístico e comercial que exibiam a produção dos iniciantes mais promissores e de mestres já estabelecidos, oferecendo medalhas e prêmios significativos aos vencedores. A distinção máxima no Salão de Paris era o Prêmio de Roma, que Bouguereau recebeu em 1850, cujo prestígio na época equivaleria hoje ao do Prêmio Nobel. O Salão parisiense em 1891 recebia em média 50 mil visitantes por dia, nos dias em que a entrada era gratuita - geralmente aos domingos -, chegando à marca de 300 mil visitantes anualmente, o que tornava tais eventos  importantíssima vitrine para exposição de novos talentos e um trampolim para sua inserção no mercado, sendo muito freqüentados por colecionadores. Sem uma recepção nos Salões dificilmente um artista conseguiria vender seu trabalho. Além disso o que era exibido nos Salões não ficava ali circunscrito, pois as obras mais aplaudidas eram encenadas como "quadros vivos" em teatros, circulavam em itinerâncias pelo interior, eram copiadas em pintura e reproduzidas em produtos de consumo de massa como jornais, capas de revistas e gravuras de larga circulação, caixas de chocolate, calendários, cartões-postais e outros meios, desta maneira influindo poderosamente em toda a sociedade. Os artistas mais celebrados se tornavam da mesma forma figuras públicas influentes, cuja popularidade era comparável à dos atuais astros do cinema.

### O mercado e a consolidação do seu estilo

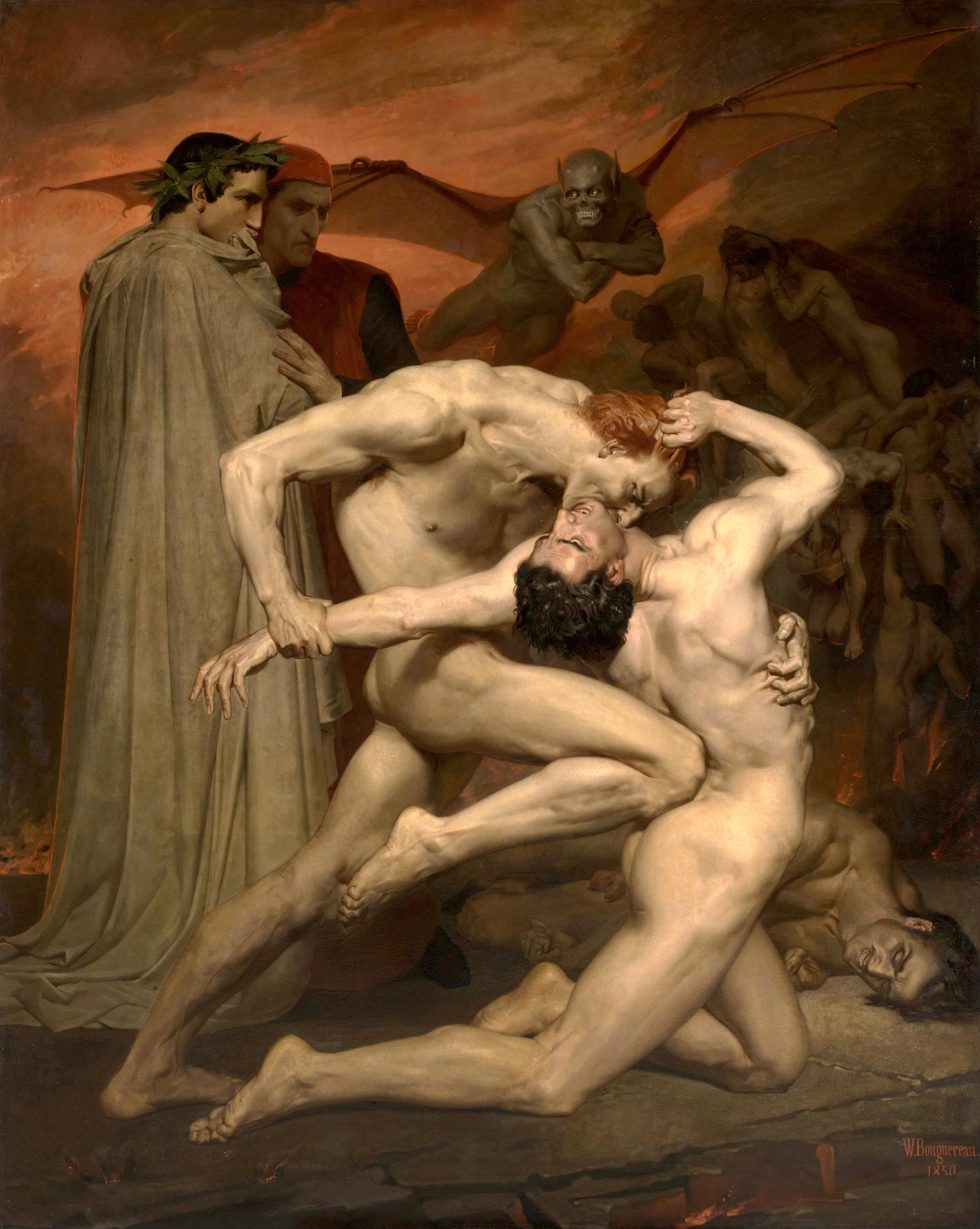
Dante e Virgílio no inferno, 1850

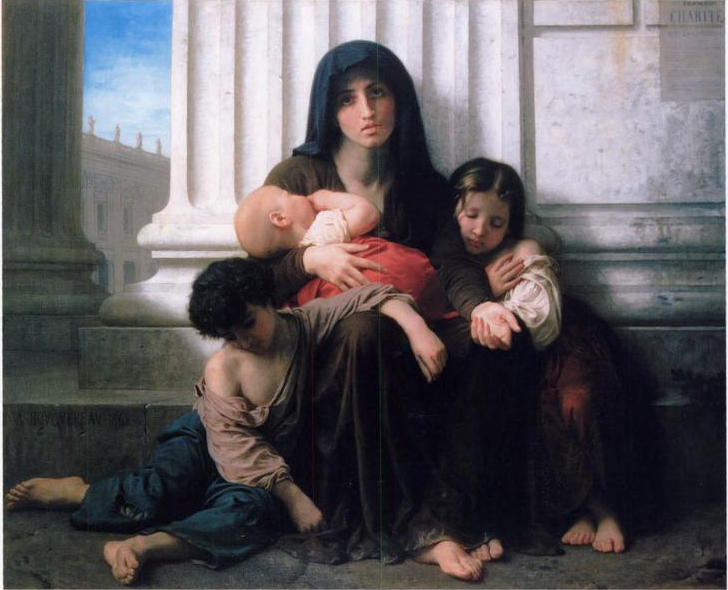
Família indigente, 1865

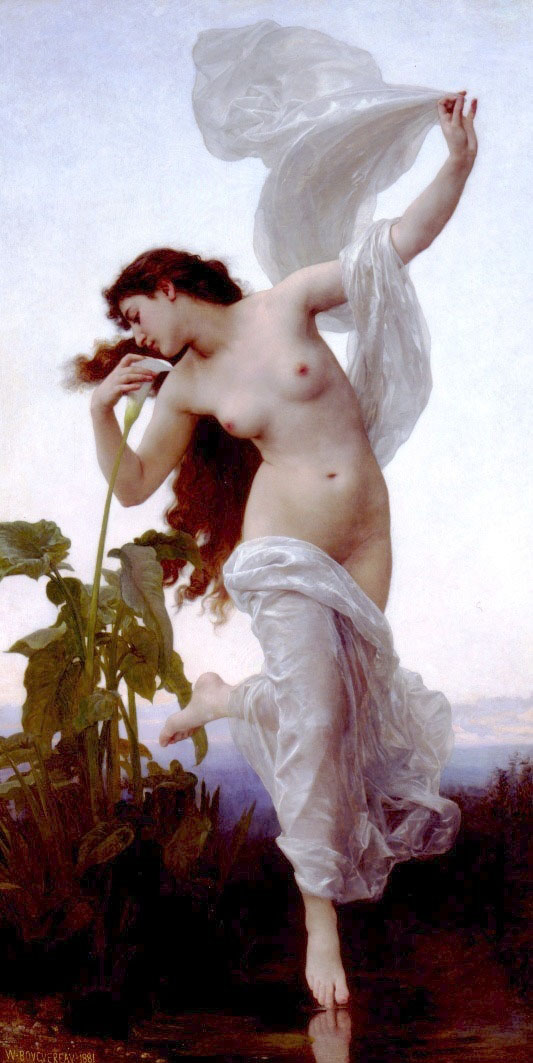
Aurora, 1881

Mesmo que o sistema acadêmico sempre desse grande valor à tradição clássica, a partir da década de 1860, por influência da classe média, que se tornava um importante público nos Salões e passava a comprar arte, as academias já experimentavam significativa modificação em suas ênfases. Havia na época um interesse geral pela busca da verdade e de como ela podia ser comunicada na arte. As academias já não conseguiam manter seu antigo programa de oferecer ao público apenas temas considerados pela elite governante como nobres e elevados, tipificados nas obras históricas, mitológicas, alegóricas e religiosas em abordagens impessoais e solenes. Nas palavras de Naomi Maurer, "embora antes potentes, esses temas já tinham pouca ou nenhuma relevância para um público secularizado que combinava ceticismo sobre a religião com uma ignorância das alusões clássicas, cujo simbolismo era raramente compreendido". Mas não só isso. Outros elementos contribuíram para essa diversificação. O cotidiano passava a ser um assunto digno de representação artística, desenvolvia-se o conceito de arte pela arte, libertando-a da tutela da moral e da utilidade pública, o pitoresco surgia como um valor estético por direito próprio, aumentava o interesse pela Idade Média, pelo exotismo do oriente, pelos folclores nacionais, pelo artesanato e as artes aplicadas, abrindo outras avenidas para a apreciação estética e encontrando outras verdades dignas de apreço, que haviam sido antes desprezadas pela cultura oficial. Por fim, o apoio dos burgueses aos acadêmicos era também uma forma de aproximar-se deles e revestir-se de um pouco de seu prestígio, indicando um desejo de ascensão social. O interesse na proposta acadêmica de modo geral permaneceu, pela grande reputação da escola e pelo alto nível de qualidade do seu produto, mas foi preciso que ela se adaptasse oferecendo não apenas uma variação temática, mas um novo estilo de apresentação desses novos temas, resultando numa sedutora combinação de beleza idealizada, superfícies polidas, sentimentalismo fácil, acabamentos detalhados, efeitos decorativos, cenas de costumes, paisagens exóticas e às vezes um erotismo picante. Essa mudança de mentalidade foi tão importante que, como Bouguereau expressou em uma entrevista de 1891, determinou uma transformação em seu trabalho:
"Aqui está meu Anjo da morte. À frente está minha segunda pintura, Dante no Inferno. Como você pode ver, elas são diferentes das pinturas que faço hoje.... Se eu continuasse a pintar trabalhos semelhantes, é provável que, como esses, eu ainda os teria comigo. O que você espera? Você tem que seguir o gosto do público, e o público só compra aquilo que gosta. Este é o motivo pelo qual, com os anos, eu mudei minha maneira de pintar".
Contudo, o reconhecimento da influência do mercado em sua produção fez com que ele fosse repetidamente e por muito tempo acusado de prostituir sua arte, mas é preciso lembrar que os artistas sempre dependeram de patronos para sobreviver, e o mecenato foi um dos processos sociais dominantes na Europa pré-industrial. Realmente, como afirmou Jensen, pode ter havido na época de Bouguereau uma intensificação no mercantilismo artístico pela crescente independência dos consumidores burgueses da orientação dos eruditos, que antes ditavam às elites o que era boa ou má arte, mas a ideia de que a arte deveria ser criada independentemente do gosto do público, como advertiu o mesmo autor, foi uma das bandeiras modernistas, e como tal foi usada pelas vanguardas para atacar o antigo sistema de arte, considerando não apenas Bouguereau prostituído, mas todo o sistema acadêmico. O contraditório neste argumento é que até mesmo os impressionistas, os que primeiro atacaram Bouguereau, dependiam de patronos e do beneplácito dos marchands, e em um grau até maior.
Bouguereau dedicou grande parte de suas energias para satisfazer o gosto do novo público burguês, mas era claro seu idealismo e a sua identificação de arte com beleza, e nisso ele permanecia fiel à tradição antiga. Em certa ocasião declarou sua profissão de fé:
"Em pintura, sou um idealista. Na arte só vejo o belo, e para mim arte é o belo. Por que reproduzir o que a natureza tem de feio? Não vejo o porquê disso ser necessário. Pintar exatamente o que vemos - não! - ou pelo menos não para aqueles que não sejam extremamente talentosos. O talento redime tudo e tudo desculpa. Hoje em dia os pintores vão longe demais, assim como vão os escritores e novelistas. Não se pode saber onde eles vão parar".
Mesmo em obras que retratam mendigos, tende à idealização, o que é um dos motivos para as críticas que já durante sua vida o acusavam de artificialismo. Em Família indigente fica óbvia a ambiguidade do seu tratamento: enquanto que a imagem deveria evocar a miséria, está composta com a harmonia e equilíbrio da Renascença e se destina a enobrecer os sujeitos; percebe-se que todos estão bastante limpos, são belos, o bebê nos braços da mãe é roliço e rosado e parece inteiramente saudável. Na opinião de Erika Langmuir, em que pese o tema e a notória compaixão e generosidade pessoal do artista, "a obra não serve como reportagem social nem conclama à ação (contra a miséria)", como ficou patente para os seus críticos quando foi exposta: "O sr. Bouguereau pode ensinar seus alunos como desenhar, mas não pode ensinar aos ricos como e o quanto as pessoas sofrem em seu redor".
Não obstante, esta abordagem não era-lhe exclusiva, e fazia parte da tradição acadêmica. Mark Walker observou que a despeito das críticas que se possa levantar contra suas idealizações, por não representarem exatamente a realidade visível, a idealização em si, com a fantasia que ela envolve, não pode ser considerada elemento alheio à arte. Linda Nochlin acrescentou que por mais que por este motivo seus detratores o acusem de passadismo e de lhe faltar contato com sua época, não cabe considerá-lo como um anacrônico, pois a ideologia que defendeu era uma das correntes vitais em existência naquele período: "queiram eles ou não, artistas e escritores estão inevitavelmente condenados a serem contemporâneos, incapazes de fugir aos determinantes que Taine dividiu em contexto (milieu), raça e momento".
Levando em conta o seu contexto e suas preferências pessoais, pode-se sumarizar a descrição de seu eclético estilo da seguinte maneira:
- No início era filiado à tradição clássica idealista da Antiguidade e do Renascimento, continuada na escola neoclássica de David e Ingres, mas absorveu elementos adicionais que deram ao seu estilo maior vivacidade, elegância, sensualidade e imediatismo, sem perder sua índole idealizadora.[35][41][42] Entre esses elementos são mais evidentes:
- Um forte componente romântico, que aparece mais na forma de um certo sentimentalismo, uma atmosfera idílica e às vezes um considerável erotismo.[23][43]
- Traços realistas, enfatizados por um acabamento técnico impecável que em certos momentos se aproximava do efeito de uma fotografia, técnica que conhecia grande popularização na época e que o artista às vezes utilizou como auxiliar em suas composições.[23][42]
- Em algumas pinturas parece recuperar valores do Rococó, com um acentuado senso decorativo, formas elegantes, composição descomplicada e uma temática leve e jovial.[42]
- Também mostra ter recebido alguma influência do estilo representativo altamente detalhado dos Pré-rafaelitas.[44]
- Sua obra de certa maneira se coloca como uma antecipação do Modernismo por sua abordagem otimista do mundo, influenciada pelos progressos da ciência e pela doutrina do Positivismo.[42]

### Método e técnica

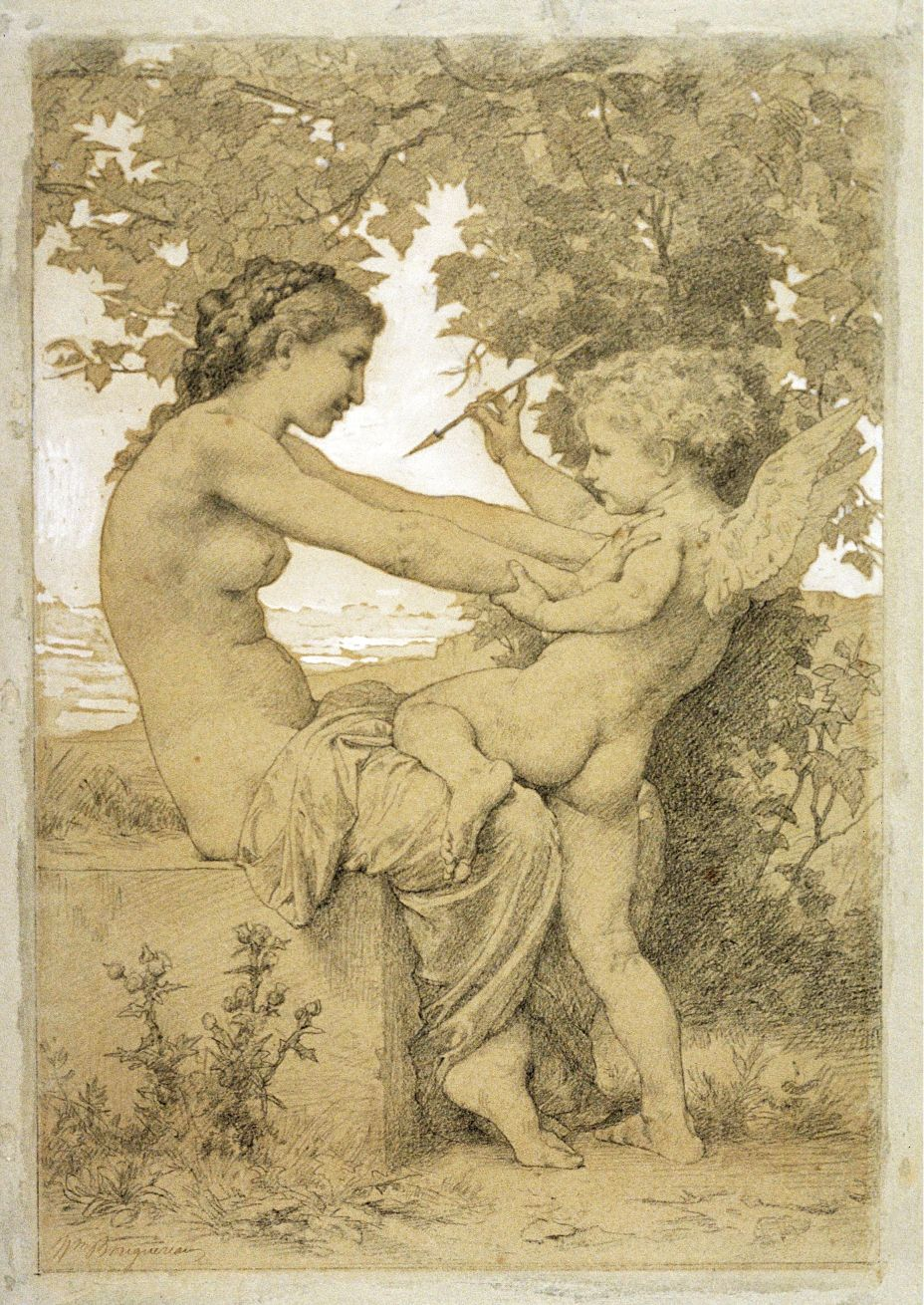
Desenho preparatório para a tela Jovem defendendo-se de Cupido

Como todo acadêmico de seu tempo, passou por um aprendizado sistemático e graduado, estudando os mestres consagrados e as técnicas de seu ofício. A proficiência no desenho era indispensável, era ela a base de toda a obra acadêmica, tanto por estruturar toda a composição quanto por possibilitar, nas etapas iniciais, a exploração de uma ideia sob os mais variados aspectos, antes de se chegar a um resultado definitivo. Naturalmente, seu método de trabalho incluía a realização de inúmeros esboços preparatórios, numa construção minuciosa de todas as figuras e fundos. Da mesma forma era fundamental o perfeito domínio da representação do corpo humano, uma vez que todas as obras eram figurativas e centradas nas ações do homem ou de deuses mitológicos antropomórficos. A impressionante suavidade de textura na descrição pictórica da pele humana e a delicadeza de formas e gestos que obtinha nas mãos, pés e faces eram especialmente admiradas. Um cronista anônimo deixou sua impressão:
"Esta pintura impecável, em que tudo é representado com o mais extremoso cuidado, onde o menor detalhe é pintado amorosamente, não era uma conquista fácil. A execução material era segura e rápida, mas os preparativos eram laboriosos e inteiramente desenvolvidos, cada objeto sendo analisado e observado de todas as formas possíveis com o auxílio de seus esboços, estudos em escala definitiva e numerosos ensaios prévios com tinta. Bouguereau era um eterno perfeccionista, frequentemente retrabalhando as composições mesmo depois de dá-las por terminadas".
Bouguereou trabalhou na técnica da pintura a óleo, e seu trabalho de pincel é muitas vezes invisível, com um acabamento de altíssima qualidade. Era um grande colorista, construía as formas com seus contornos nitidamente delineados, evidenciando seu domínio do desenho, e definia os volumes com uma hábil gradação de luz em sfumatos sutis. Sua técnica era reconhecida como brilhante, mas em seus anos finais, possivelmente por problemas de visão, se tornou menos rigorosa e as pinceladas, mais livres.
Contudo, em algumas ocasiões sua técnica podia ser extremamente versátil, adaptando-se a cada tipo de objeto representado, o que emprestava uma particular impressão de vivacidade e espontaneidade ao conjunto, sem que isso significasse grandes improvisos, como atesta a similitude entre seus esboços e as obras finalizadas. Um exemplo desse tratamento de exceção pode ser dado pela análise de sua importante composição A juventude de Baco, nas palavras de Albert Boime:
"Aqui Bouguereau virtualmente desenhou com o pincel, e a animação e a vivacidade das figuras se devem em grande medida à liberdade de sua execução. À direita, as árvores são construídas rapidamente com pinceladas irregulares e pouca tinta; em outras áreas do fundo ele usou uma técnica de velaturas e efeitos gráficos. Uma deslumbrante paleta de verdes e marrons transmite com eficiência a atmosfera outonal. Duvido que se tivesse usado suas técnicas mais conhecidas e tradicionais ele poderia transmitir sua sensualidade com tanta autenticidade".

### Obras eróticas

#### O nu feminino
Entre as mudanças no universo acadêmico trazidas pela burguesia, surgiu a demanda por obras de conteúdo erótico. Isso explica a grande presença do nu em sua obra e vários estudiosos contemporâneos têm se interessado por este aspecto de sua produção. Theodore Zeldin afirmou que a despeito da inegável cultura clássica que tinha, mesmo suas obras mitológicas não tratam dos deuses e deusas em si, mas são simples pretextos para a exibição de belos corpos femininos com suas peles acetinadas, o que, segundo o autor, pode ser confirmado pelo seu hábito de só escolher nomes para as telas depois de terminadas, em longas conversas com sua esposa que muitas vezes acabavam em risadas. Entre suas cenas mitológicas com nus mais conhecidas estão A juventude de Baco, onde uma profusão de nus e figuras semivestidas se deleita e diverte em torno do deus do vinho e do êxtase, e Ninfas e sátiro, em que quatro ninfas nuas de corpos esculturais tentam seduzir a criatura mitológica conhecida por sua lubricidade.

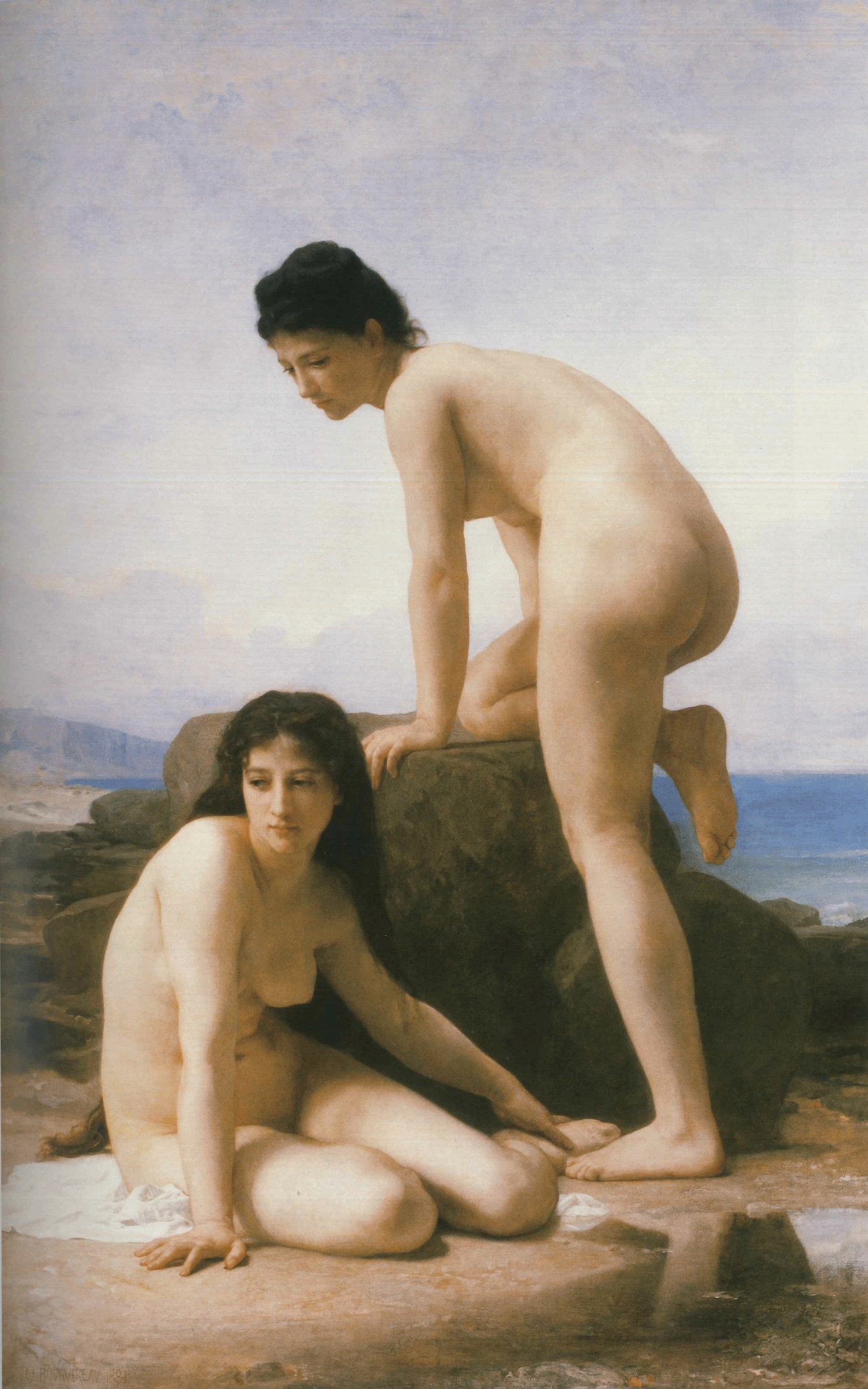
Duas banhistas, 1884

Bouguereau foi um dos mais apreciados pintores de nus femininos de seu tempo, e Marcel Proust em uma carta imaginava que ele era capaz de captar e tornar compreensível a essência transcendental da beleza da mulher, dizendo: "Aquela mulher tão estranhamente bela.... jamais reconheceria e admiraria a si mesma senão em uma pintura de Bouguereau. As mulheres são as encarnações vivas da Beleza, mas elas não a entendem". O tipo de corpo que o artista consagrou em suas obras era o modelo-padrão da beleza feminina idealizada em seu tempo: mulheres jovens de seios pequenos, com um corpo perfeitamente proporcionado, uma aparência etérea, frequentemente em pose frontal mas sem pelos pubianos, ou com a vulva estrategicamente oculta. Como observou James Collier, para aquela sociedade este tipo de representação sublimada e impessoal era uma forma aceitável de exibir publicamente a figura da mulher nua numa época moralista em que cavalheiros não ousariam mencionar palavras como "pernas" ou "gravidez" em presença de damas. Para poder ser vista nua, a mulher não poderia ser deste mundo. Não admira, assim, o escândalo que a Olímpia de Manet tenha causado quando foi exposta em 1863, não mais nua do que as mulheres de Bouguereau, mas apresentada em um contexto prosaico - reclinada em um sofá com uma servente a lhe trazer um ramalhete de flores, presumidamente enviadas por um admirador, o que a tornava aos olhos da época uma mera prostituta. Enquanto Olímpia embaraçou a todos por seu apelo ao sexo imediato, com as ninfas inumanas de Bouguereau os homens podiam fantasiar tranquila e educadamente em plenos Salões.
Entre seus nus mais ambiciosos está Duas banhistas, uma grande contribuição a um gênero tradicional mas que em certos aspectos é uma obra inovadora. Boa parte de seu impacto se deve à apresentação dos corpos delineados contra um fundo aberto, o que lhes destaca as formas e lhes empresta monumentalidade estatuesca. Novamente, como era a regra no tema das banhistas, as figuras não parecem pertencer à Terra, imersas em uma espécie de introspecção em um cenário agreste e remoto, longe do ambiente urbano, vivendo apenas na realidade pictórica, características que as isolam do observador com segurança sem se produzir uma efetiva interação.

#### Cupidos e camponesas

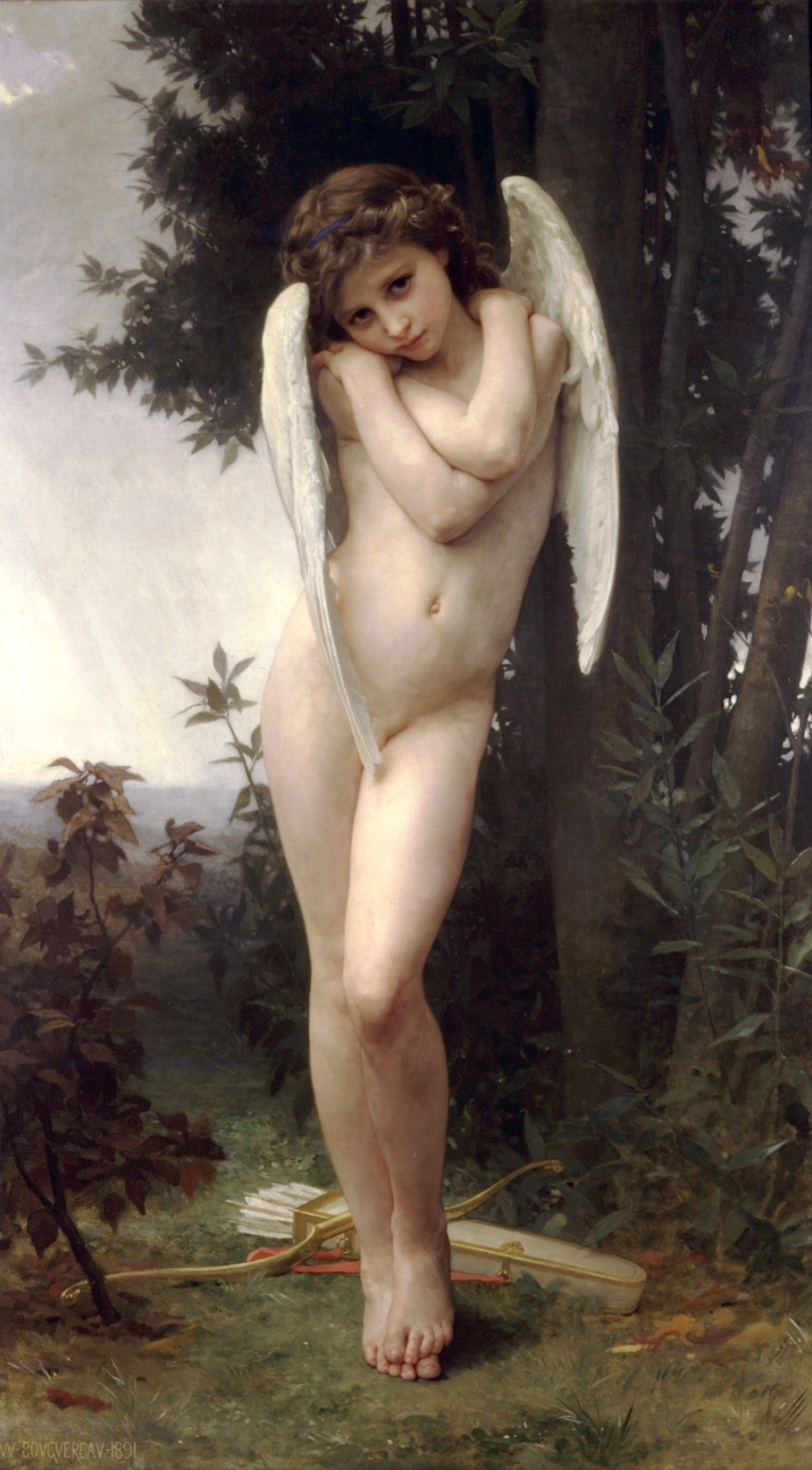
Cupido molhado, 1891

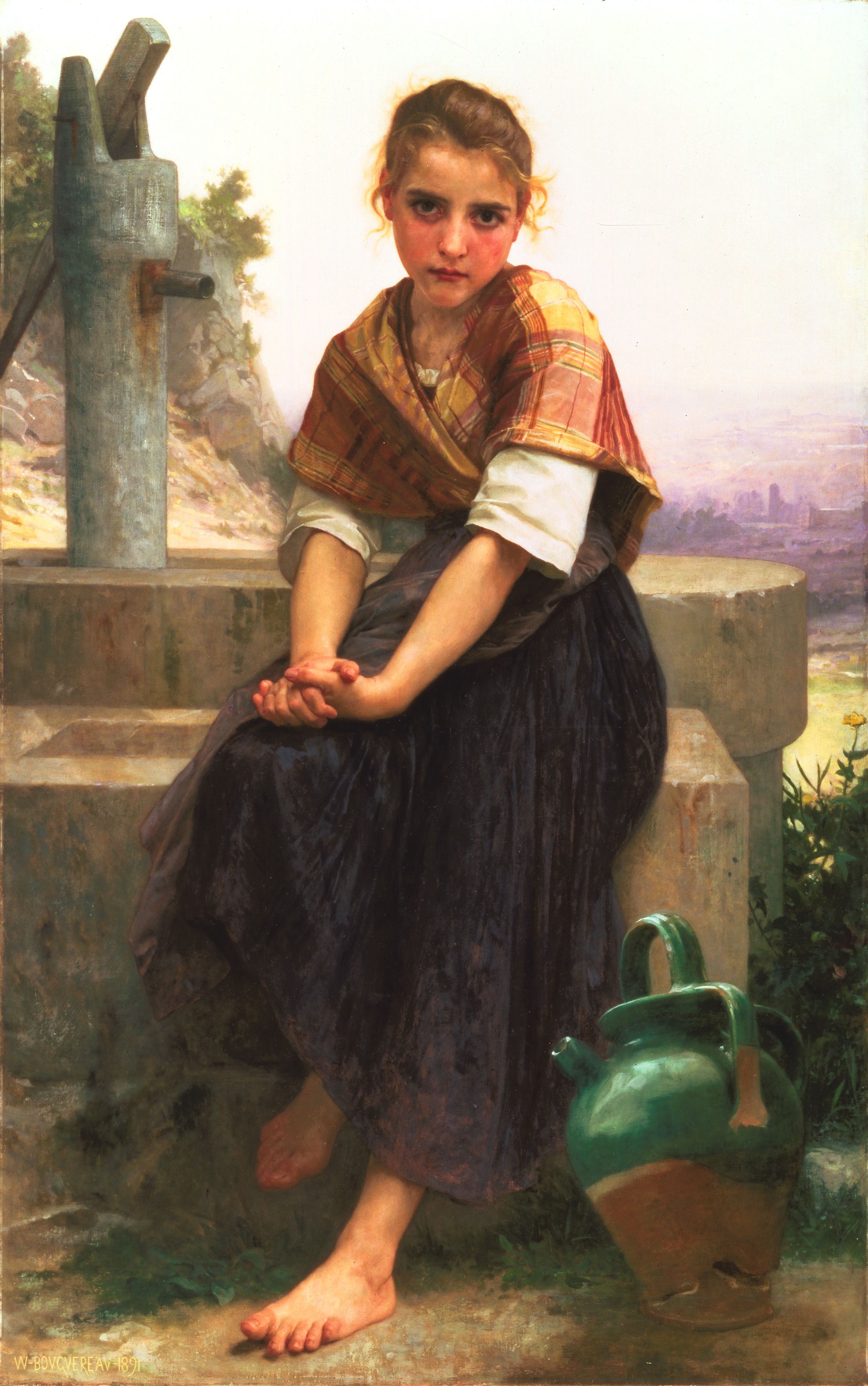
O jarro quebrado, 1891

Mas houve um desenvolvimento peculiar no erotismo masculino europeu do século XIX, abrindo novos campos de representação artística nos quais Bouguereau mergulhou decididamente. Num período em que a mulher adulta, a mulher real, estava abandonando seu antigo papel de diva casta e virtuosa, como que "perdendo a inocência", em parte o erotismo masculino se transferiu para as jovens e mesmo, em alguns casos, para os meninos, ambos no início de sua adolescência, em busca de algo que pudesse apagar o sentimento de pureza perdida. Como descreveu Jon Stratton, "houve uma convergência. Onde as meninas adolescentes haviam se tornado desejáveis para os homens da burguesia, sendo ao mesmo tempo desejadas e temidas, pensou-se que os homens poderiam celebrar o menino adolescente sem desejo, mas pelas virtudes femininas que lhe foram atribuídas. Porém logo a ambígua figura masculina se tornou erotizada". Bram Dijkstra, nesta linha de ideias, citou como exemplo a obra de Bouguereau Cupido molhado, exibida no Salão de 1891, e disse: "O mestre não poderia oferecer um adolescente mais sexualmente estimulante do que este, mas, ao contrário de Oscar Wilde, que havia sido preso por pederastia, Bouguereau recebeu prêmios e honras". A diferença, retornou Stratton, estava em que Wilde passara às vias de fato, enquanto Bouguereau permaneceu a salvo no seguro terreno da fantasia.
A obra erótica de Bouguereau, contudo, não privilegiou os meninos, embora tenha produzido vários Cupidos. Maduras ou jovens, formam a grande maioria as representações da mulher em sua obra, surgindo não só nas temáticas mitológicas, como já foi citado, nas alegorias e nus - vale dizer que sua reputação cresceu em boa parte sobre o numeroso grupo de pinturas que mostram ninfas e banhistas - mas também na descrição da população rural feminina em suas atividades cotidianas. As camponesas foram um motivo que conheceu enorme popularidade no final do século XIX, também como uma idealização romântica da inocência e da pureza, bem como da saúde e do vigor, a despeito da realidade duríssima em que viviam naquela época, que era bem diferente daquela em que apareceram nos quadros de Bouguereau e outros que seguiam a mesma estética, sempre imaculadamente limpas, felizes, despreocupadas e bem vestidas. O imaginário popular urbano as via também como particularmente próximas à natureza, à terra, e, por extensão, supunha-se que eram mais ardentes no amor. Como analisou Karen Sayer,
"O gênero camponês permaneceu como uma das poucas maneiras pelas quais a sexualidade poderia ser legitimamente apresentada com fins de dar prazer na arte do século XIX. Mulheres e meninas camponesas eram seguidamente apresentadas em uma abordagem voyeurística, vulneráveis e sedutoras; as alegorias morais e a corte inocente eram apenas o outro lado da moeda retórica. A camponesa, particularmente a jovem, a bela menina, era erotizada de um modo que não era possível para mulheres de outras classes, simplesmente pelo fato de (como classe social) permanecerem distantes do público de classe média, e porque viviam longe, no campo, na geografia das idealizações e do imaginário sexual.... Como Bloomfield e Pyne observaram, a camponesa tinha de ser 'temperada' para o consumo do público urbano.... em uma cuidadosa reelaboração da ideologia, através do discurso da pastoral, da infância e da feminilidade. Isso, por outro lado, acabou por redefinir todas as mulheres como decorativas, objetos de consumo, cujos corpos podiam ser usados como telas onde se projetava poder".
Não é difícil perceber as amplas conotações políticas e sociais dessa visão, como consolidação de uma ideologia de domínio, preconceito e exploração das camponesas. Ao analisar a obra O jarro quebrado, Sayer disse que a imagem da camponesa, sentada à beira de um poço, com pés nus, cabelos frouxamente atados, olhar fixo no observador, o vaso roto a seus pés, é uma metáfora da sedução e ao mesmo tempo do perigo, do conhecimento e da inocência sexual, e indica com clareza o poder da sexualidade, um poder que requer uma reação que dissolva a ameaça e contenha tanto poder, através do distanciamento da idealização pastoral, e em especial quando a figura era de uma jovenzinha e não uma mulher  adulta.
No caso dos meninos, de saída a neutralização de seu poder sexual se dá com sua mitologização, mostrando-os na forma de Cupidos e assim  trasportando-os para a esfera supramundana. Também é sintomática sua preferência pela forma romana do deus do amor, em tese menos sexualizada do que a forma grega de Eros, em geral um homem adulto viril. O tratamento dessas obras, delicado e sentimental, igualmente colaborava para aumentar o distanciamento da realidade. O artista pintou muitos Cupidos, dizendo que atendia às exigências do mercado: "Já que os temas humildes, os dramáticos e os heróicos não vendem, e como o público prefere Vênus e Cupidos, eu os pinto para agradá-lo, e me devoto principalmente às Vênus e Cupidos". Alyce Mahon, explorando a tela Jovem defendendo-se de Cupido, declarou que a neutralização se dá, neste caso, também através da composição, onde a dita jovem sorri para o deus do amor, mas ao mesmo tempo o afasta com seus braços, e da ambientação, novamente uma idílica paisagem campestre, ao mesmo tempo em que oferece detalhes atraentes como o belo corpo seminu da jovem e as rosadas nádegas expostas do pequeno deus.
Por outro lado, para o público mais conservador, suas obras eróticas foram muitas vezes motivo de escândalo. Ninfas e sátiro, embora tenha se tornado a sua obra mais popular nos Estados Unidos em sua época, sendo reproduzida inúmeras vezes por todo o país, perturbou os moralistas; Invadindo o reino de Cupido foi atacada por um crítico como sendo adequada para um bordel; um nu que foi enviado para Chicago desencadeou uma tempestade na imprensa local, que chamou Bouguereau de "um daqueles bastardos que com seu talento almejam corromper a moral do mundo", e O retorno da primavera, quando foi exposto em Omaha em 1890 acabou sendo vandalizado por um pastor presbiteriano, que tomou de uma cadeira e investiu contra a pintura, abrindo-lhe um grande rasgo, indignado contra "os pensamentos e desejos impuros que a obra lhe despertara". Porém, McElrath & Crisler afirmam que mesmo em suas obras explicitamente eróticas, ele nunca desceu ao que não era considerado de "bom gosto", nem trabalhou o sórdido, o lúgubre e o repulsivo como fizeram contemporâneos seus como Toulouse-Lautrec, Degas e Courbet. Outros autores, como Mittchel & Reid-Walsh, John Brewer e Tobin Siebers têm reiterado a complexidade e apontado as ambiguidades e tensões subjacentes à obra erótica de Bouguereau. Veiculando tantos significados, esta faceta de seu trabalho fornece um notável testemunho visual das ideologias de seu tempo e das mudanças que estavam em andamento naquela sociedade.

### Obras religiosas e históricas
A produção sacra de Bouguereau constitui minoria no conjunto de sua obra, mas deve pelo menos ser feita uma referência breve a este grupo temático. Trabalhou de modo mais enfático no gênero sacro antes da década de 1860, considerando-o "o sustentáculo da Grande Pintura" e dando-lhe um tratamento conservador e grandiloquente que o filiava à escola classicista de Rafael e Poussin. Suas obras religiosas eram muito estimadas e Bonnin, um crítico da época, elogiou a autenticidade de seu sentimento cristão e a nobreza de suas figuras, como expressas na Pietà, considerando-as de melhor inspiração do que as suas criações profanas. Aparentada à Pietà é a Virgem da Consolação, uma composição solene e hierática que remete à arte bizantina, onde a Virgem Maria acolhe em seu regaço uma mãe desolada que tem o filho morto a seus pés. Foi pintada logo após a Guerra Franco-prussiana, homenageando as mães francesas que haviam perdido seus filhos no conflito. Depois seu interesse se voltou para outras áreas, e o próprio artista reconheceu que o mercado para este tipo de arte rapidamente declinava, numa tendência que já em 1846 Théophile Gautier havia detectado.
Mesmo assim, ao longo de toda a sua vida ocasionalmente produziu algumas peças, incluindo encomendas importantes da Igreja, como a decoração em 1881 da Igreja de São Vicente de Paulo em Paris. Em suas obras tardias manteria o mesmo tom elevado de sua produção inicial, embora o estilo fosse mais flexível e dinâmico. Quando pintou grupos de anjos, muitas vezes derivou as figuras de um mesmo modelo, etéreo e doce. Em Regina angelorum (1900), todos os 21 anjos são idênticos; na Canção dos anjos (1881) acontece o mesmo, e na Pietà (1876) os oito anjos são basicamente apenas dois modelos diferentes. Este procedimento significa, talvez, como acredita Kara Ross, uma declaração de princípios sobre a natureza do divino, enfatizando que a presença divina pode ser sentida através da multidão das almas, mas sendo em essência um único poder.
Ele também podia expressar o pathos do sentimento religioso, como na Compaixão! (1897), onde Cristo na cruz é retratado contra uma paisagem desolada de grande eficiência dramática, e na mesma Pietà sobrecitada, pintada logo após a morte de seu filho George, com a figura do Cristo morto fortemente envolvida pelos braços de sua mãe, tendo um círculo de anjos em seu redor em agitada composição. Jay Fisher, por sua vez, considera surpreendente que mesmo em obras religiosas sejam visíveis sinais de erotização, dando como exemplo a Flagelação de Cristo e dizendo que a obra causou apreensão quando foi apresentada ao público, com os críticos vendo no corpo do mártir formas um tanto feminilizadas e reprovando o seu langoroso abandono ao suplício.

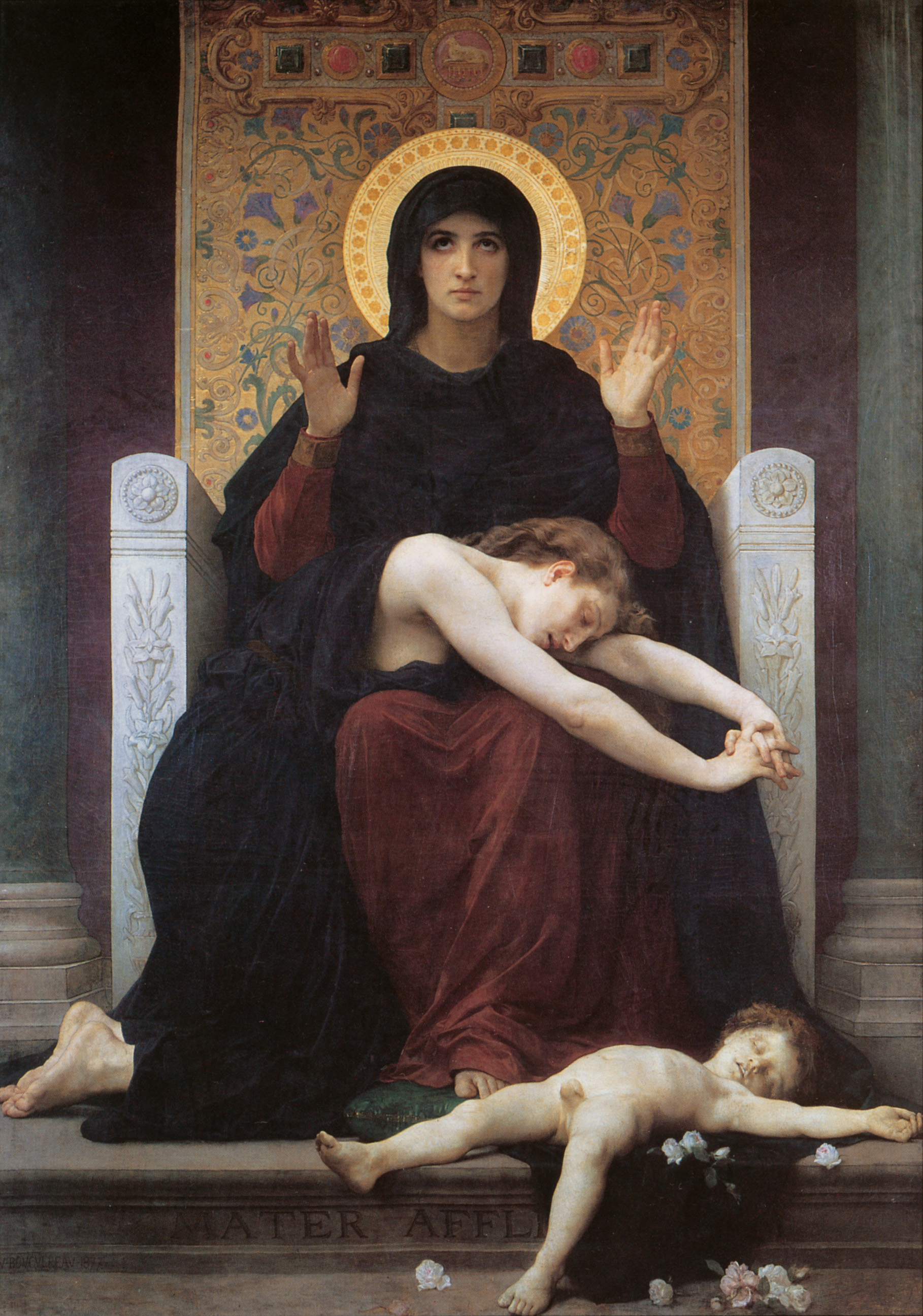
A Virgem da Consolação, 1875
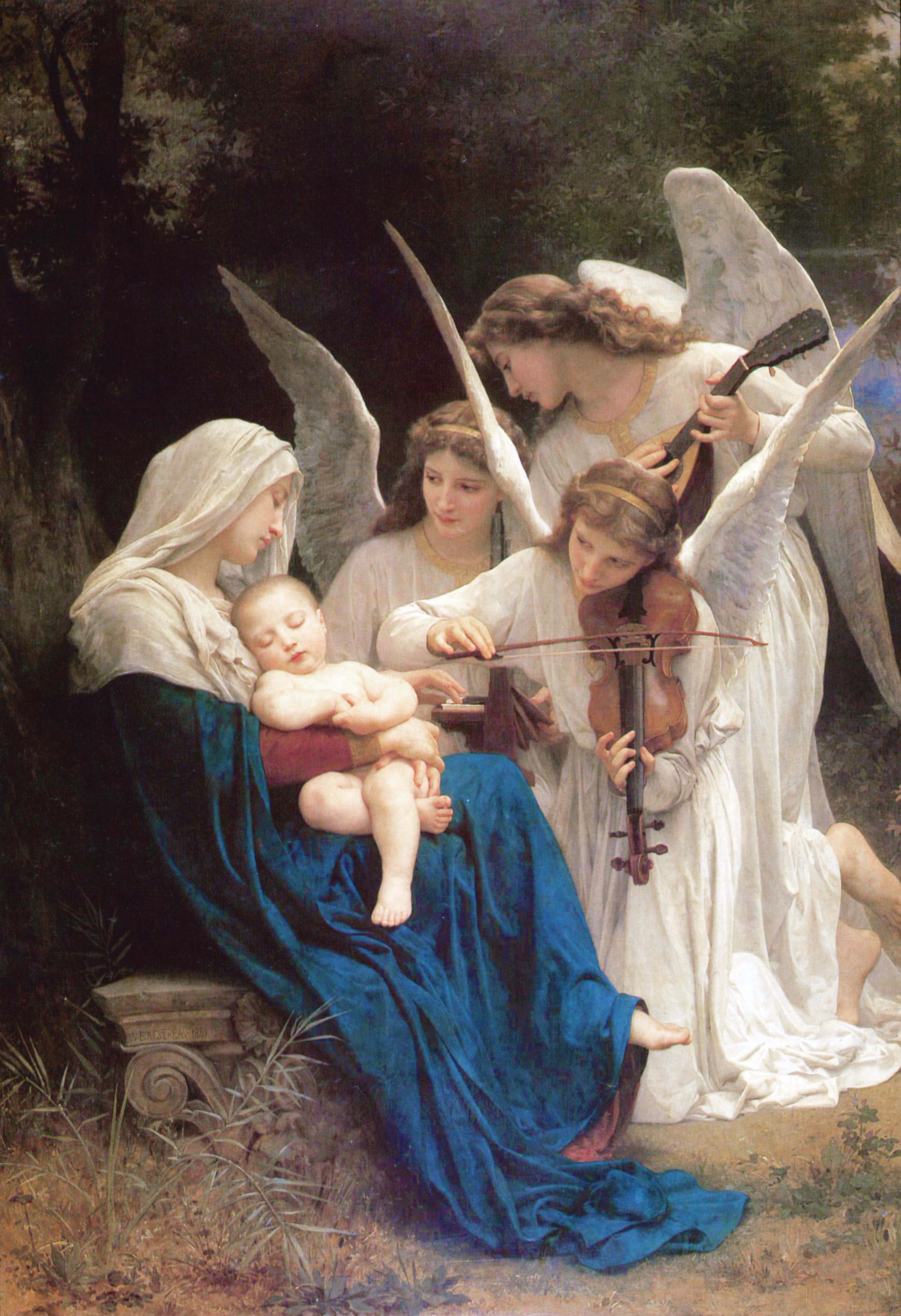
A canção dos anjos, 1881
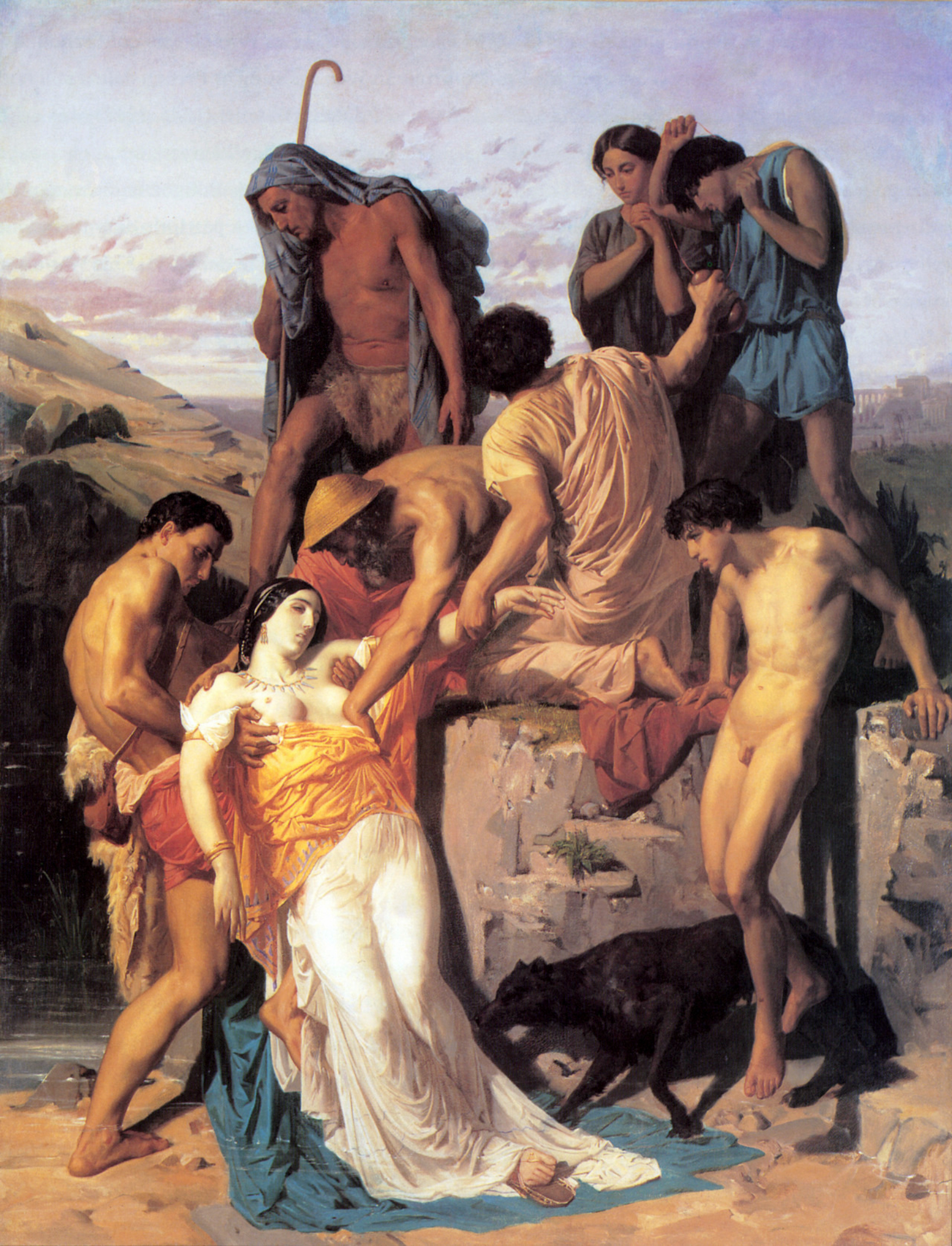
Zenóbia encontrada por pastores nas margens do rio Araxe, 1850
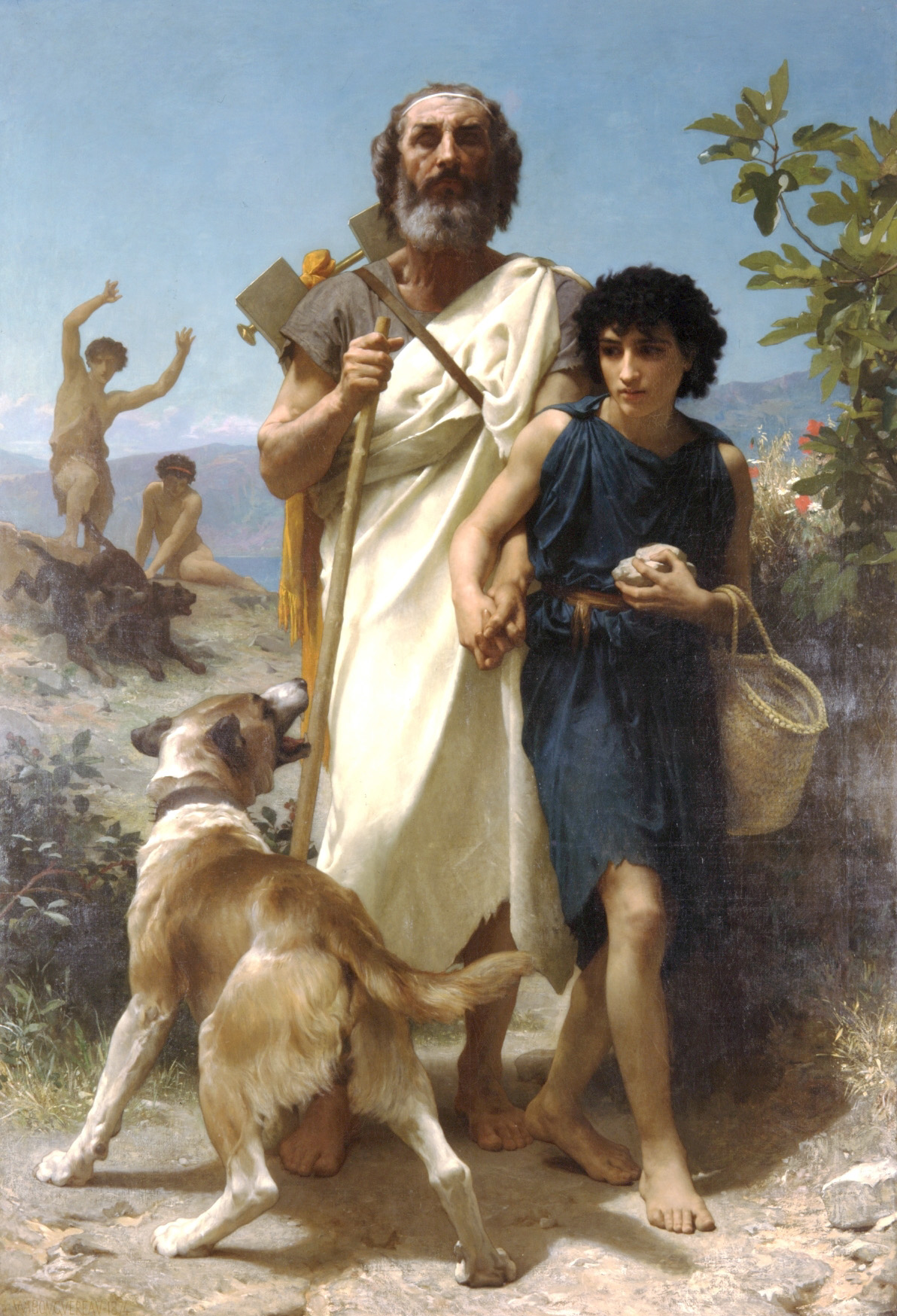
Homero e seu guia, 1874

As obras históricas, no conceito da época, eram visualizações retóricas de propósito eminentemente didático, retirando seus motivos da literatura, do folclore e da erudição antiquarial, ou traziam à cena eventos recentes considerados dignos de consagração artística. Geralmente em grandes dimensões, enfatizavam valores positivos em uma abordagem que tinha um quê de sensacionalismo, a fim de causar impacto e empolgar o público. Embora muitas vezes tais obras fossem evocações sentimentais, em outros casos havia uma séria preocupação em recriar o passado histórico com precisão ou transmitir uma mensagem moral válida para a educação e elevação da coletividade. Exemplos típicos desta abordagem são visíveis na obra que lhe valeu o Prêmio de Roma em 1850, Zenóbia encontrada por pastores nas margens do Araxe, que defendia valores morais e piedosos ao narrar o episódio da rainha grávida esfaqueada e abandonada pelo marido, mas salva e curada por pastores bondosos, e na que foi fruto de encomenda do Estado em 1856, Napoleão III visitando as vítimas da enchente de Tarascon, que trazia um motivo de caráter cívico e social.
No mesmo campo podem ser incluídas as alegorias, como Alma parens, uma representação da Mãe Pátria carregada de civismo, onde uma mulher de porte augusto e coroada de louros, sentada num trono, é cercada por crianças que representam os cidadãos e acorrem em busca de abrigo. Aos pés, os símbolos da riqueza da terra: um ramo de videira e espigas de trigo. Semelhante é a Caridade, também uma figura maternal e protetora. Como ocorreu com as pinturas religiosas, os temas históricos começaram a cair de moda por volta da década de 1860 em favor de assuntos mais prosaicos. Bailey Van Hook assinalou que a despeito das diferenças de tema, o tratamento formal que Bouguereau dava em muitos casos era bastante semelhante para todos os gêneros, estabelecendo um mesmo padrão de construção de figuras e modos de compor as cenas. Laura Lombardi parece concordar em parte com esta ideia, mas enfatizou que o principal em seu trabalho histórico é uma feliz interpenetração de referências clássicas e evocações de sua própria época, citando o exemplo da tela Homero e seu guia, que, trazendo à luz um motivo da Grécia Antiga, o fez com a vivacidade de um estudo ao vivo.

### Retratos
|                                |  |                                     |
| Retrato de Gabrielle Cot, 1890 |  | Retrato de Aristide Boucicaut, 1875 |

Muito apreciados em sua vida, seus retratos são em geral representações românticas, mostrando uma notável capacidade de captar as emoções e o espírito do sujeito. Neste campo aparentemente ele se sentia mais livre de convenções, e pôde explorar a figura com franqueza e sem ter de referenciá-la com a tradição clássica. Seus retratos, além disso, foram importantes modelos para estimular a produção artística feminina e viabilizar sua inserção no mercado. Iniciou no gênero ainda jovem, retratando pessoas de sua região natal, foi retratista imperial e uma de suas criações mais celebradas é o Retrato de Aristide Boucicaut, de grande rigor formal.

## Docência
Em sua carreira de professor, em que formou inúmeros alunos, adotou o mesmo método em que fora educado, que exigia uma rigorosa disciplina, um estudo aprofundado dos mestres antigos e da natureza e um perfeito domínio das técnicas e materiais. No método acadêmico não havia lugar para o improviso. Como ele disse certa vez para seus alunos: "Antes de iniciarem o trabalho, mergulhem no sujeito da obra; se vocês não o compreendem, estudem mais, ou busquem um outro tema. Lembrem que tudo deve ser planejado de antemão, até os menores detalhes". Isso não quer dizer que fosse dogmático. Embora encarecesse a necessidade de um treinamento completo e intensa dedicação ao trabalho, segundo Zeldin ele "não instilava doutrinas em seus discípulos, ele os incentivava a seguirem seu pendor natural e encontrarem sua própria originalidade através da pesquisa individual e do desenvolvimento de seus talentos especiais. Pensava que não havia sentido em tentar produzir pintores segundo o modelo renascentista.... Ele próprio não demonstrava interesse em filosofia, em política ou em literatura; não dava importância para teorias sobre pintura e rejeitava análises prolongadas". O próprio artista escreveu:

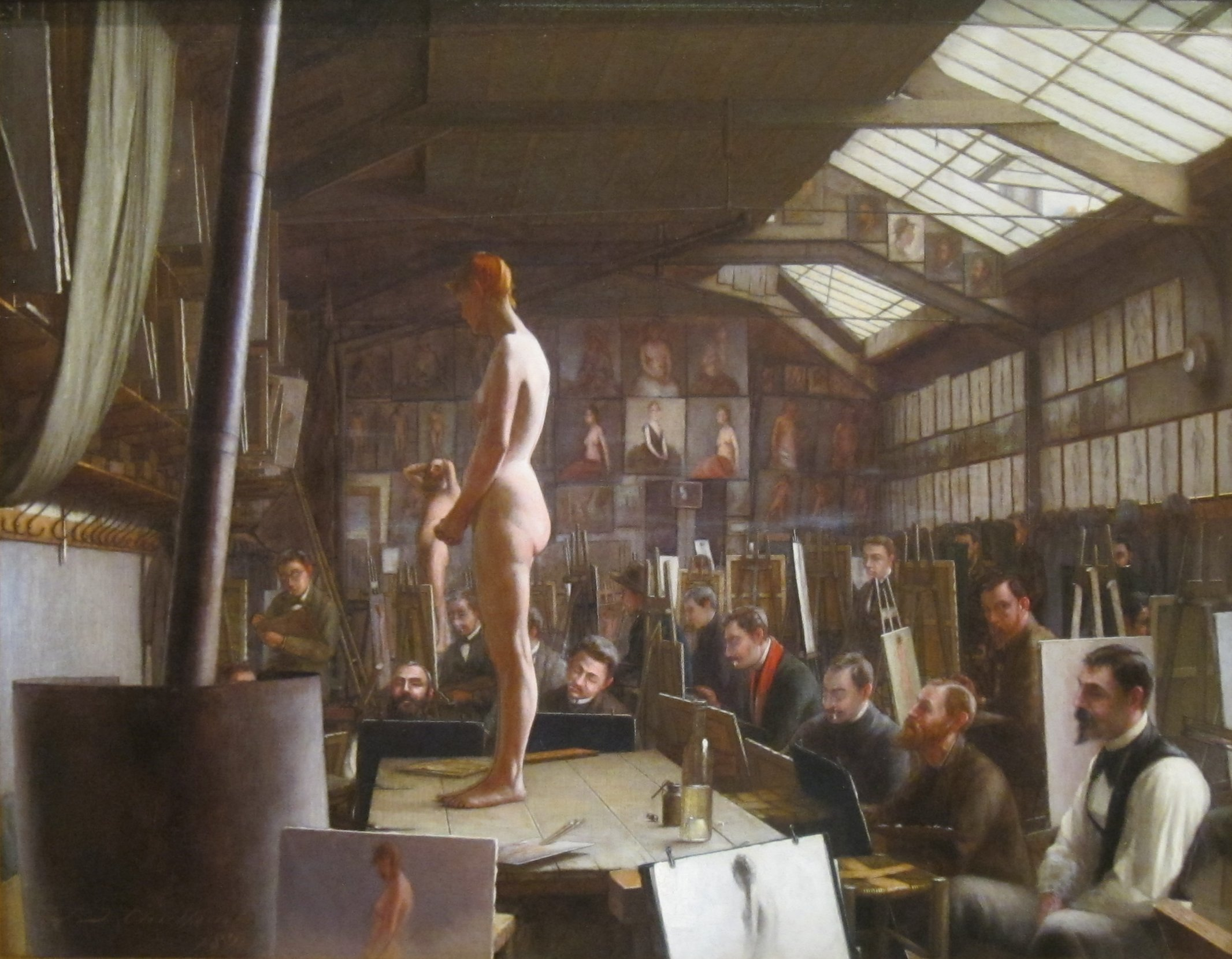
Jefferson David Chalfant: Aula de Bouguereau na Academia Julian, 1891

"A teoria não tem lugar.... na educação básica do artista. São o olho e a mão que devem ser exercitados durante os impressionáveis anos da juventude.... É sempre possível mais tarde adquirir o conhecimento necessário para a produção de uma obra de arte, mas nunca - e quero enfatizar este ponto - nunca a vontade, a perseverança e a tenacidade de um homem maduro bastarão se a prática for insuficiente. E pode haver angústia maior do que aquela sentida pelo artista que vê a realização do seu sonho prejudicada por uma execução medíocre?"
Não manteve uma escola privada, mas ensinou na Academia Julian a partir de 1875 e na Escola de Belas Artes de Paris a partir de 1888, nesta só ministrando desenho. Entre seus muitos discípulos, podem ser citados alguns que adquiriram notoriedade: Lovis Corinth, Robert Henri, Henri Matisse, John Lavery, William Blair Bruce, Jean-Édouard Vuillard, Florence Carlyle, Augustus Koopman, Pedro Weingärtner, Benedito Calixto e Eliseu Visconti. Suas alunas eram-lhe particularmente devotadas, considerando-o, por sua larga experiência e excelente reputação, mais do que um simples professor, mas um mentor para a vida. Algumas chegavam à veneração, colecionando objetos que ele tocara, mesmo insignificantes como um palito de fósforo usado, como relíquias. É de notar também que sua influência foi importante para que as mulheres ganhassem mais respeito no ambiente artístico daquela época, e graças à sua indicação muitas delas conseguiram colocação no mercado.

## Fortuna crítica

### Fama e descrédito
No início não tinha certeza de seu valor. Em nota escrita em 1848, quando tinha 23 anos, ansiava por ser capaz de criar obras "dignas de um homem adulto". Contudo, com o tempo passou a ser mais confiante: "Meu coração está aberto à esperança, tenho fé em mim mesmo. Não, os árduos estudos não foram inúteis, a estrada que palmilho é boa, e com a ajuda de Deus conquistarei a glória". De fato a conquistou. Trabalhando incansavelmente, e sendo altamente disciplinado e metódico, tornou-se rico, famoso e deixou obra vasta, com 828 peças catalogadas.

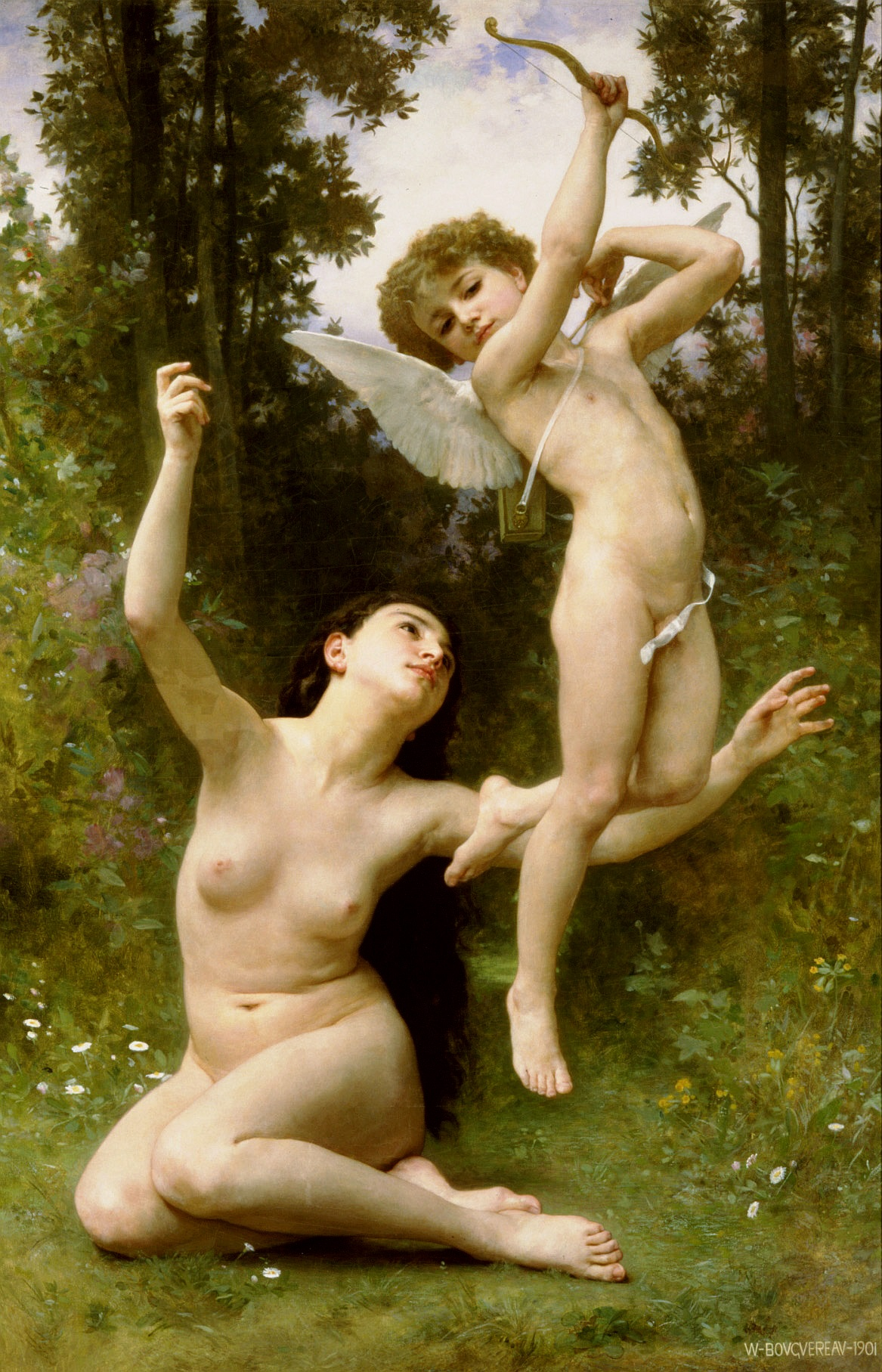
O Amor voa, 1901

Ao longo da maior parte de sua carreira Bouguereau foi considerado um dos maiores pintores vivos e a mais perfeita corporificação do ideal acadêmico, sendo comparado a Rafael. Sua feliz combinação de idealismo com realismo era muito admirada, e Gautier disse que ninguém podia ser ao mesmo tempo tão moderno e tão grego. Suas obras atingiam preços astronômicos, e corria uma anedota de que ele perdia cinco francos a cada vez que largava os pincéis para ir urinar. Educou uma legião de discípulos e tê-lo como mestre era quase sempre um passaporte garantido para uma colocação no mercado. Dominou os Salões parisienses numa época em que Paris era a Meca da arte ocidental e em seus tempos de glória sua fama dentro da França só era comparável à do presidente da República. Os colecionadores norteamericanos o tinham como o melhor pintor francês de seu tempo, e era muito apreciado também na Holanda e Espanha.
Porém, no final do século XIX, quando o Modernismo iniciou sua ascensão, sua estrela iniciou seu ocaso. Degas e seus companheiros viam em Bouguereau principalmente artificialidade, e "bougueresco" se tornou sinônimo pejorativo de estilos similares ao seu, embora reconhecessem que ele deveria no futuro ser lembrado como um dos maiores pintores franceses do século XIX. Passou a ser considerado um tradicionalista antiquado, de escassa originalidade e de talento medíocre, cujo pontificado nas academias minava a criatividade e a liberdade de expressão dos alunos. No início do século XX sua preocupação com acabamento minucioso e acetinado, seu estilo basicamente narrativo, sua sentimentalidade e seu apego à tradição o tornaram para os modernistas um epítome de uma sociedade burguesa decadente, que dera origem à I Guerra Mundial.
Então sua obra caiu no esquecimento, e durante décadas foi considerada fútil, vulgar e irrecuperável. Suas pinturas desapareceram do mercado e era difícil ouvir alguma referência a ele até mesmo nas escolas de arte, a não ser como um exemplo do que não fazer. Lionello Venturi chegou a afirmar que a obra de Bouguereau sequer merecia ser considerada "arte". Mas é interessante assinalar que ao longo dos anos alguns artistas importantes da vanguarda - poucos, é verdade - deram opiniões positivas. Van Gogh desejava pintar tão corretamente como ele, Salvador Dali o chamou de gênio e Philip Guston disse que "ele realmente sabia pintar". Andy Warhol possuía uma de suas obras.

### Uma reabilitação polêmica
Sua reabilitação começou em 1974, quando foi montada uma exposição no Museu de Luxemburgo, que causou alguma sensação. No ano seguinte o New York Cultural Center realizou uma retrospectiva. John Ashbery, comentando-a em um artigo da New York Magazine, disse que sua obra era totalmente vazia. Dez anos depois sua produção foi objeto de uma grande mostra retrospectiva que itinerou pelo Petit Palais de Paris, o Museu de Belas Artes de Montreal e o Wadsworth Atheneum em Hartford. Embora a curadora do Petit Palais tenha alegado que era tempo de revisar sua obra e desfazer certos mitos modernistas, a articulista Vivien Raynor, do The New York Times, recebeu a exposição com ceticismo, dizendo que ele continuava sendo um pintor banal e entediante. Da mesma forma, a inauguração do Museu d'Orsay em 1986, devolvendo visibilidade a inúmeros acadêmicos há muito esquecidos, entre eles Bouguereau, se tornou um pomo de discórdia no mundo da arte.
Essas críticas indicam que os esforços para sua recuperação têm sido controversos e acidentados. É interessante indicarmos algumas opiniões recentes para atestar a polêmica que ainda o rodeia. Há pouco tempo escrevia John Canaday: "O que maravilha em uma pintura de Bouguereau é que ela é tão completamente, tão absolutamente integrada. Nem um único elemento é desarmônico dentro do conjunto; não há uma única falha na completa união entre concepção e execução. O problema com Bouguereau é que a concepção e a execução são perfeitamente falsas. Ainda assim, é um tipo de perfeição, mesmo que seja de um tipo perverso". O curador de uma exposição de artistas franceses na década de 1990 no Museu de Arte de Denver disse:
"A maioria dos nossos visitantes prontamente admite que não entende nada de arte. Assim, é-lhes apenas natural buscar obras que são belas e fáceis de entender.... Esses novatos raramente falam de Bouguereau em termos de qualidades estéticas e formais. Em vez disso, eles o usam como base para o despertar de sonhos sobre o futuro ou nostálgicas memórias do passado. Visitantes mais conhecedores logo ficam entediados".

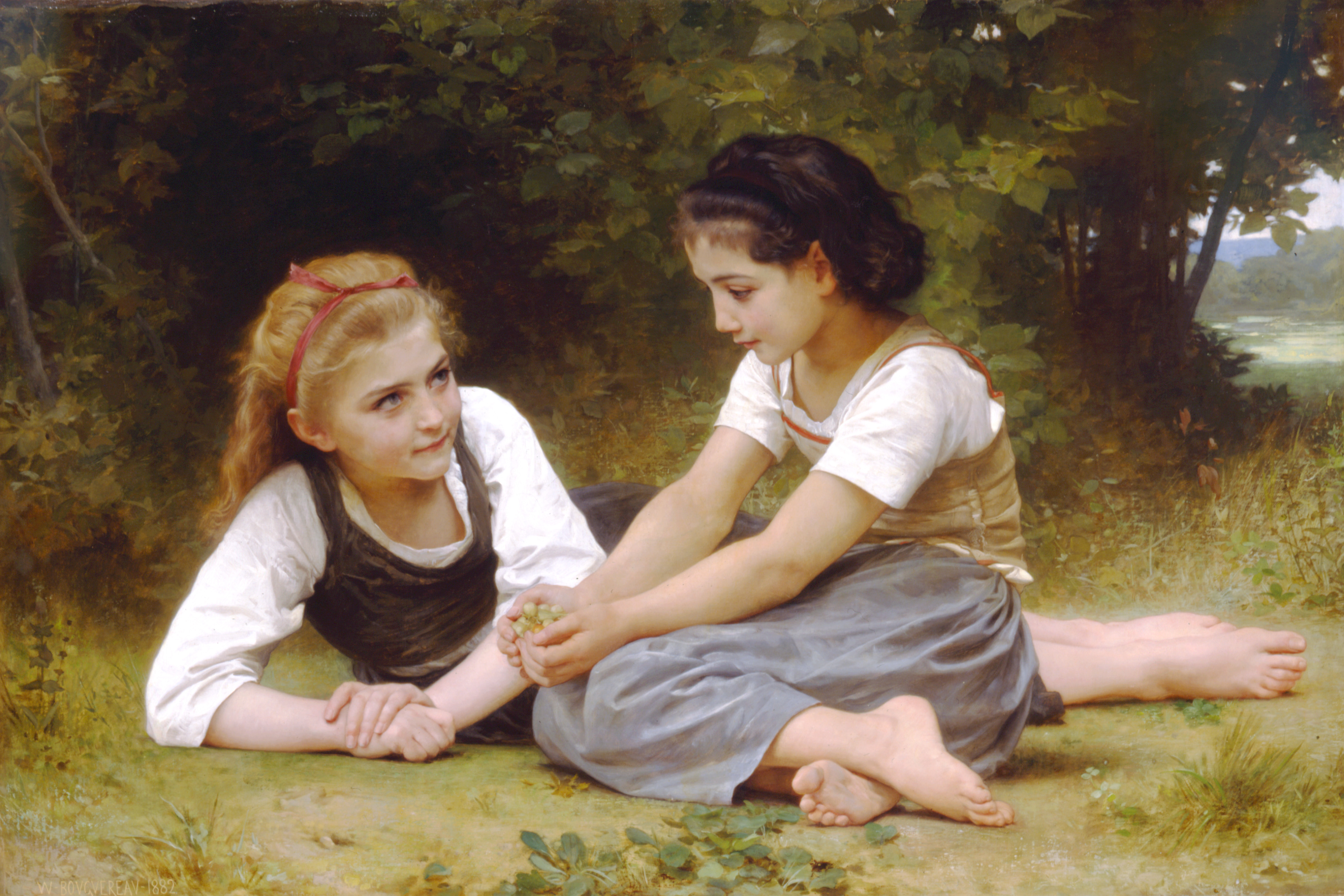
As Apanhadoras de Nozes, 1882

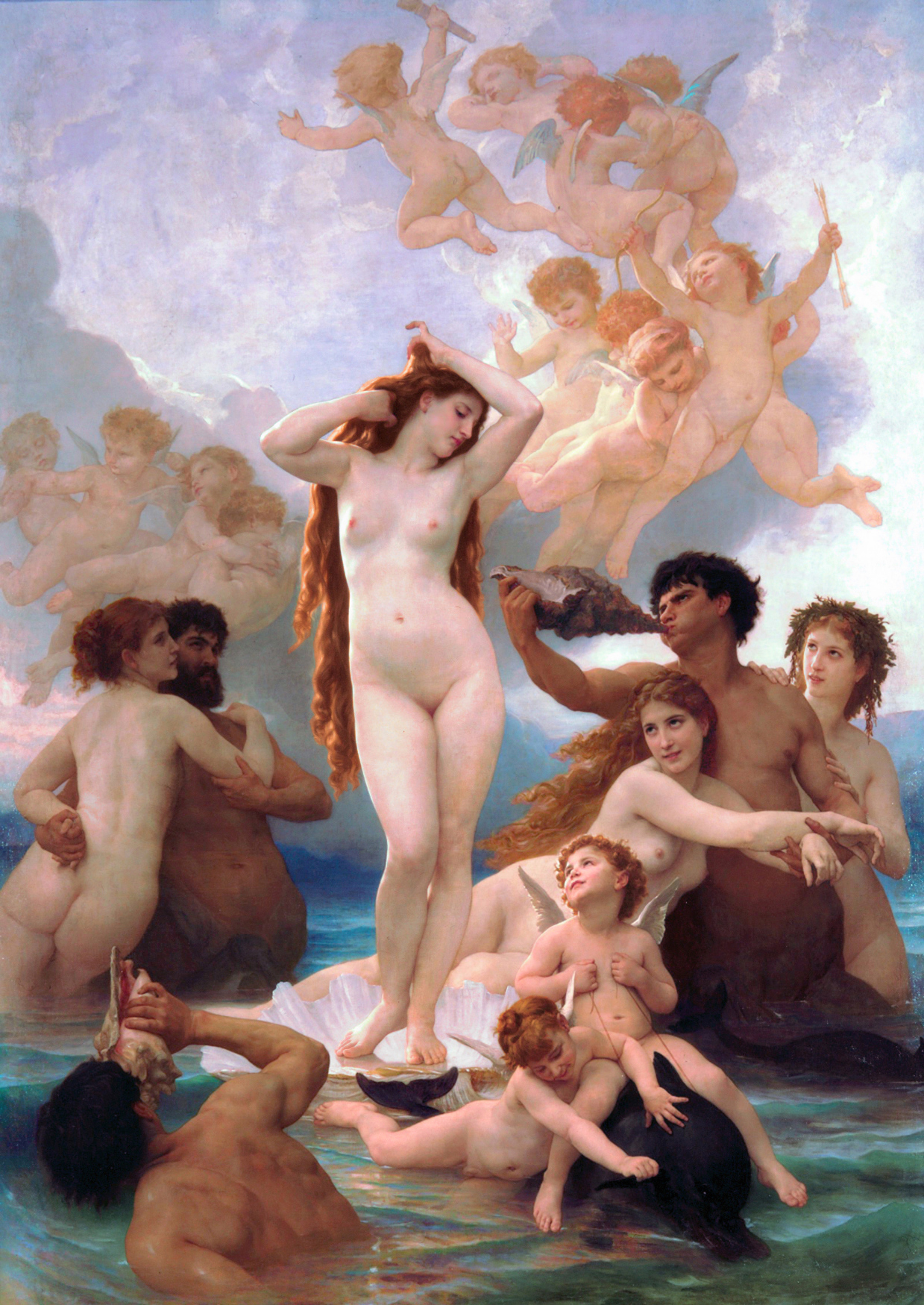
O nascimento de Vênus, 1879

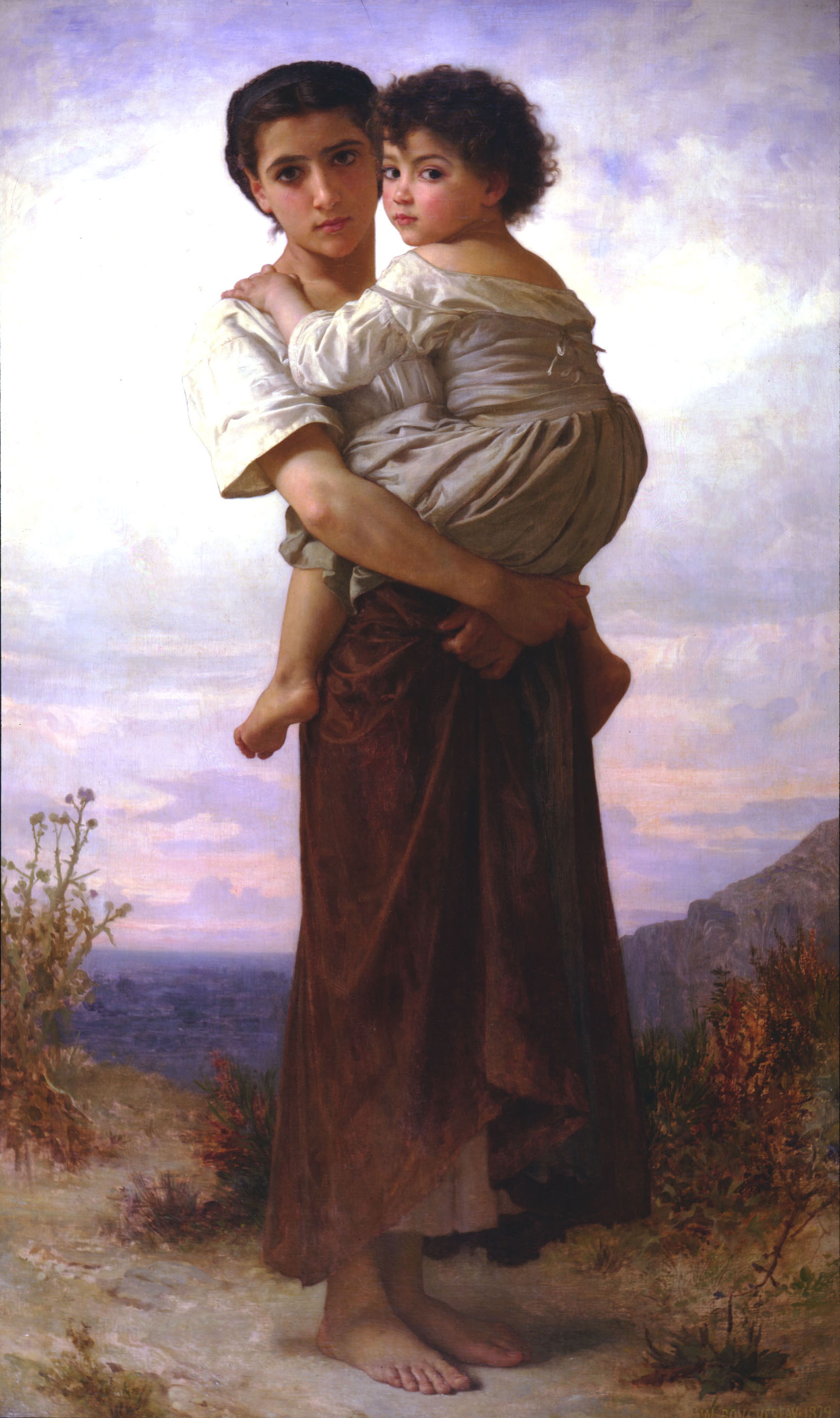
Jovens ciganos, 1879

Para Hjort e Laver, ele é um artista sobretudo kitsch, o que equivale para eles dizer que sua arte é de má qualidade:
"O que faz Bouguereau ser kitsch? O que torna sua arte ruim? De um ponto de vista estético, é a 'perfeição perversa' que ofende e enjoa, é a ausência de toda ambiguidade ou dissonância interpretativa de parte do observador, mas, ainda mais importante, é a manipulação da emoção, a evocação de emoções 'baratas', 'falsas', que torna sua perfeição perversa.... não é uma questão de condenar sua habilidade técnica, é também a questão dos motivos do artista e da maturidade emocional da audiência. Nestes casos, o sentimentalismo é o culpado, manipulado pelo artista, aceito pelo público.... O que torna Bouguereau kitsch é a pureza unidimensional da emoção. Suas meninas não fazem nenhuma das coisas desagradáveis que as crianças fazem. Elas não reclamam. Elas não atormentam o gato. Elas não batem umas nas outras. Elas não têm machucados. Elas não vão morrer. Sua pintura nos rouba a imaginação, ela determina completamente as imagens que devemos ter".
Frascina, Perry & Harrison, escrevendo em 1998, disseram que ele possuía uma notável capacidade retórica e uma rica linguagem simbólica, que usou para ilustrar as ideologias dominantes do seu tempo, tendo por isso valor histórico, mas pensavam que ele lamentavelmente cedeu às tentações da moda e dos gostos mais baixos do público para fazer sucesso. Interessantemente, os mesmos Frascina e Harrison sustentaram em outras ocasiões ideias diferentes: em 1993 Frascina havia alertado para o perigo de julgarmos a arte antiga a partir da óptica contemporânea, e em 2005 Harrison considerou a que a obra de Bouguereau é mais complexa do que se pode julgar à primeira vista, possuindo altas qualidades formais e uma fantasia fértil que contribuem para a eficiência de um estilo narrativo sutil e prenhe de conteúdo psicológico.
Também ambivalentes são as apreciações do conhecido crítico Ernst Gombrich. Uma vez descreveu a tela O nascimento de Vênus como sendo uma overdose de açúcar e disse que "repelimos o que é bom em demasia", mas antes reconhecera que sua técnica, no campo da representação, significou um avanço em direção à modernidade. E acrescentou: "Por que vituperamos às obras-primas de Bouguereau e de sua escola o serem astutas e talvez revoltantes? Suspeito que, quando chamamos de insinceras, por exemplo, ou de inverazes pinturas como a sua expressiva Irmã mais velha, estamos falando tolice. Abrigamo-nos atrás de um juízo moral que é totalmente inaplicável. Afinal de contas, existem crianças bonitas no mundo, e, mesmo se não existissem, a acusação não se aplicaria à pintura". O mesmo Gombrich levantou a irônica hipótese de que a recente revalorização de acadêmicos como Bouguereau pode se dever a que, dentro do contexto do século XX, mergulhado fundamente nos princípios do Modernismo e de múltiplas correntes de vanguarda, a arte acadêmica aparece para as novas gerações como estranha ao establishment, e por isso se torna atraente.
Por outro lado, não é possível ignorar o contexto histórico e contestar sua vasta influência em seu tempo, o que lhe concede seguramente um lugar na história da arte. Robert Henri, dando um exemplo de certa maneira jocoso, advertiu que as valorações são relativas: "Se julgarmos um Manet do ponto de vista de Bouguereau, o Manet não está terminado; se julgarmos um Bouguereau do ponto de vista de Manet, Bouguereau nem começou". Na mesma linha seguiu Robert Solomon, dizendo que juízos de valor e ideias sobre beleza são conceitos inconsistentes, e as mesmas ressalvas sobre sentimentalismo e autocomplacência que muitas vezes se colocam contra Bouguereau poderiam ser aplicadas, por exemplo, a pré-modernistas como Degas, e mesmo à crítica atual que considera o seu ponto de vista o único correto. Além disso, questionou se é justo considerarmos sentimentos como ternura, inocência e amor, que tantas vezes se encontram na obra do pintor, como indignos de tratamento artístico, somente por que certas parcelas da crítica contemporânea os têm como falsos, antiquados ou banais, num programa ideológico que é tão exclusivista como aquele que condena.
A mesma opinião a respeito de um Modernismo totalitário e excludente da alteridade foi sustentada por Jorge Coli, citando explicitamente o caso de Bouguereau, mas reconheceu que a "tradição" criada pelo Modernismo se tornou tão dominante ao longo do século XX que hoje fica difícil tanto para a crítica como para o público dela se desvencilhar. Concordam Trodd & Denis, afirmando que a cultura acadêmica tem sido injustiçada, e encontram a originalidade de Bouguereau no seu uso inovador do repertório formal que a tradição lhe legara. Para Theodore Zeldin a sinceridade de Bouguereau era tão autêntica quando a dos seus rivais modernistas, embora os valores que defendessem fossem bem diferentes, e Peter Gay suspeitava que as rixas entre Bouguereau e os impressionistas se deviam antes à inveja que o enorme sucesso do celebrado mestre lhes causava. O influente crítico Robert Rosenblum disse que em suas pinturas de ciganos Bouguereau tinha na verdade feito arte sacra e com ela provara que em suas veias corria o sangue de Rafael e de Poussin. Para Fred e Kara Ross, ligados ao Art Renewal Center, uma instituição fortemente empenhada no resgate da arte acadêmica,
"As ideologias modernistas adoram dizer que Bouguereau foi irrelevante para o seu tempo porque ele não era um dos impressionistas que estavam abrindo o caminho para o expressionismo abstrato. Nada poderia estar mais longe da verdade. Filho das revoluções francesa e americana como era, Bouguereau, junto com muitos outros artistas e escritores daquele momento, acreditaram nas inovações da filosofia iluminista: democracia, direitos humanos, liberdade, igualdade, fraternidade. Não só não é verdade que ele foi irrelevante, mas nada poderia ser mais relevante do que obras como esta (falando da tela Jovens ciganos), que enobreciam e elevavam as pessoas comuns e os camponeses. E qual maneira melhor do que tomar a ralé da sociedade, os ciganos, e alçá-los até os céus? Eles são tanto belos como não têm beleza em demasia: reais e ideais ao mesmo tempo.... Bouguereau amava exaltar os pobres.... A dignidade das classes inferiores era um tema favorito para Bouguereau, que o abordou em muitos de seus trabalhos".
Em 2012 Fred e Kara Ross, junto com Damien Bartoli, depois de uma pesquisa de mais de trinta anos, publicaram o primeiro catálogo raisonné sobre a produção de Bouguereau, acompanhado de uma biografia de 600 páginas. Porém, Mark Roth afirmou que o Art Renewal Center é conhecido pela sua tendência de apologizar e mitificar o artista, o que prejudica sua credibilidade, e nas palavras de Scott Allan, curador do Getty Museum, o dito catálogo, a despeito do seu grande valor documental, padece do mesmo problema.
Apesar das controvérsias, já foi aberto um considerável espaço para ele. O Grove dictionary of art, publicado pela Universidade de Oxford, o credita como um dos grandes pintores do século XIX, e depois de tantos anos escondido em depósitos, está de volta às galerias de alguns dos mais importantes museus do mundo, como o Museu Metropolitano de Nova Iorque, o Museu de Belas Artes de Boston, o Instituto de Arte de Chicago e o Museu d'Orsay. Nos Estados Unidos é particularmente apreciado, fazendo parte do acervo de mais de 70 museus e tendo suas obras entre as mais reproduzidas em cartões para o Valentine's Day (o Dia dos Namorados norteamericano). Suas pinturas são extensivamente copiadas em ateliês comerciais de várias partes do mundo, muitos localizados no oriente, que as revendem via internet; tem sido objeto de vários estudos especializados e suas obras originais já atingem novamente elevadas cotações no mercado. Em 2000 a tela Caridade alcançou os 3,52 milhões de dólares em um leilão na Christie's.
Este balanço crítico pode ser encerrado com um trecho de um artigo de Laurier Lacroix, que, escrevendo para a revista Vie des Arts por ocasião da retrospectiva itinerante de 1984, no início de sua reabilitação, captou a natureza de um impasse que parece permanecer atual, dizendo: 

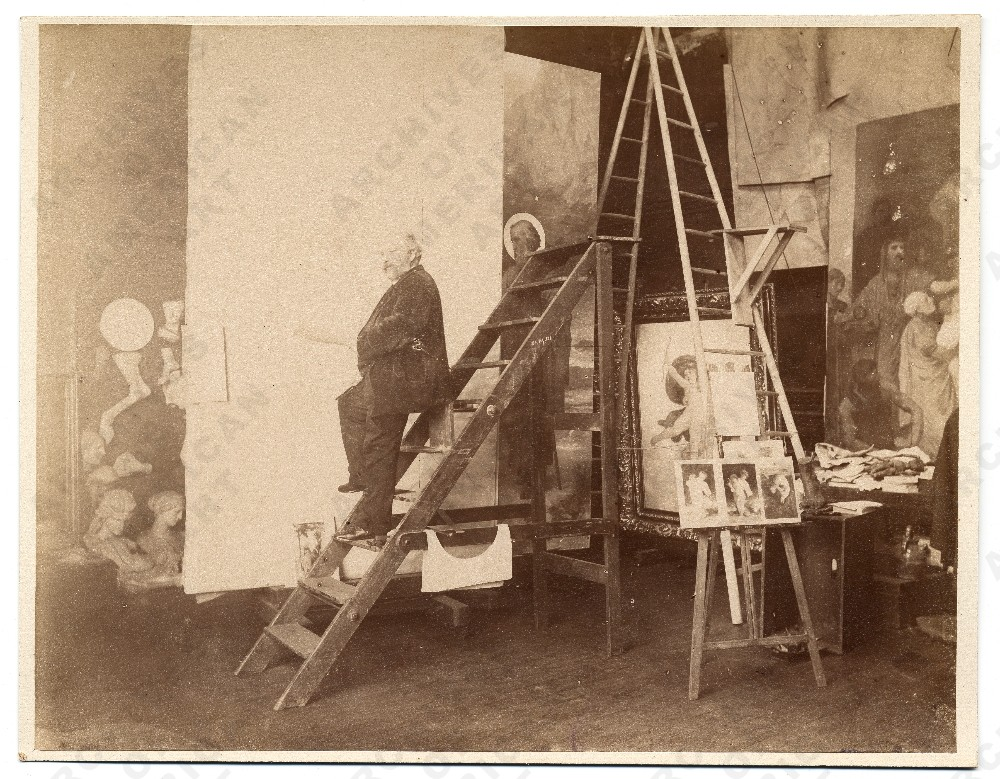
O artista em seu atelier

"A pintura de Bouguereau, como os pintores acadêmicos de todas as épocas, coloca um problema para a nossa sensibilidade, que prefere a expressão individual. Esses pintores falam uma linguagem coletiva, que expressa claramente a ideologia, as paixões, as fantasias de uma classe, de todo um grupo social. Rejeitar o pintor sob o pretexto de refutarmos os valores daquela sociedade, ou aceitá-lo pela identificação (com aqueles valores), não penetra nas questões fundamentais que ainda pairam no entendimento do processo de criação e da supervalorização pela sociedade de certas obras em detrimento de outras.... Que público somos nós para discriminá-lo com tanta facilidade ou para fazermos um coro unânime de aprovação, para vivermos esta exposição como um escândalo ou como uma celebração? Os costumes contemporâneos que regem a nossa cultura e nosso gosto poderiam nos propiciar o luxo de contemplarmos o seu trabalho com tranquilidade, ou será necessário imitar as atitudes de nossos antepassados e retomarmos o combate sobre a superioridade ou a inferioridade da arte acadêmica? Bouguereau será sempre o bode expiatório de uma luta entre as forças do Bem e do Mal, entre as concepções de pintura boa ou ruim, símbolo de uma sociedade liberal ou de uma conservadora? Ou, pelo contrário, esta exposição será uma oportunidade para entendermos mais sobre esta pintura, sobre as questões que ela levanta, sobre os problemas que enfrentamos hoje?".

### Distinções
Os esforços artísticos de Bouguereau foram amplamente reconhecidos em sua vida, obtendo grande número de distinções oficiais:
- Cavaleiro da Ordem Nacional da Legião de Honra (1857);
- Membro da Academia Real de Belas Artes de Amsterdam (1866);
- Membro do Instituto de França (1876);
- Membro da Academia de Belas Artes de Paris (1876);
- Oficial da Ordem Nacional da Legião de Honra (1876);
- Presidente da Associação dos Artistas Franceses (1881);
- Presidente da Associação dos Artistas fundada pelo barão Taylor (1883);
- Professor da Escola Nacional Superior de Belas Artes (1888);
- Membro da Academia Real de Belas Artes de Anvers (1889);
- Comendador da Ordem Nacional da Legião de Honra (1889);
- Comendador da Ordem de Isabel, a Católica (1889);
- Membro associado da Academia Real das Ciências, Letras e Belas Artes da Bélgica (1890);
- Comendador da Ordem de Leopoldo (1895);
- Grande-Oficial da Ordem Nacional da Legião de Honra (1903);
- Presidente de diversos juris de exposições na França e no exterior.

## Outras obras

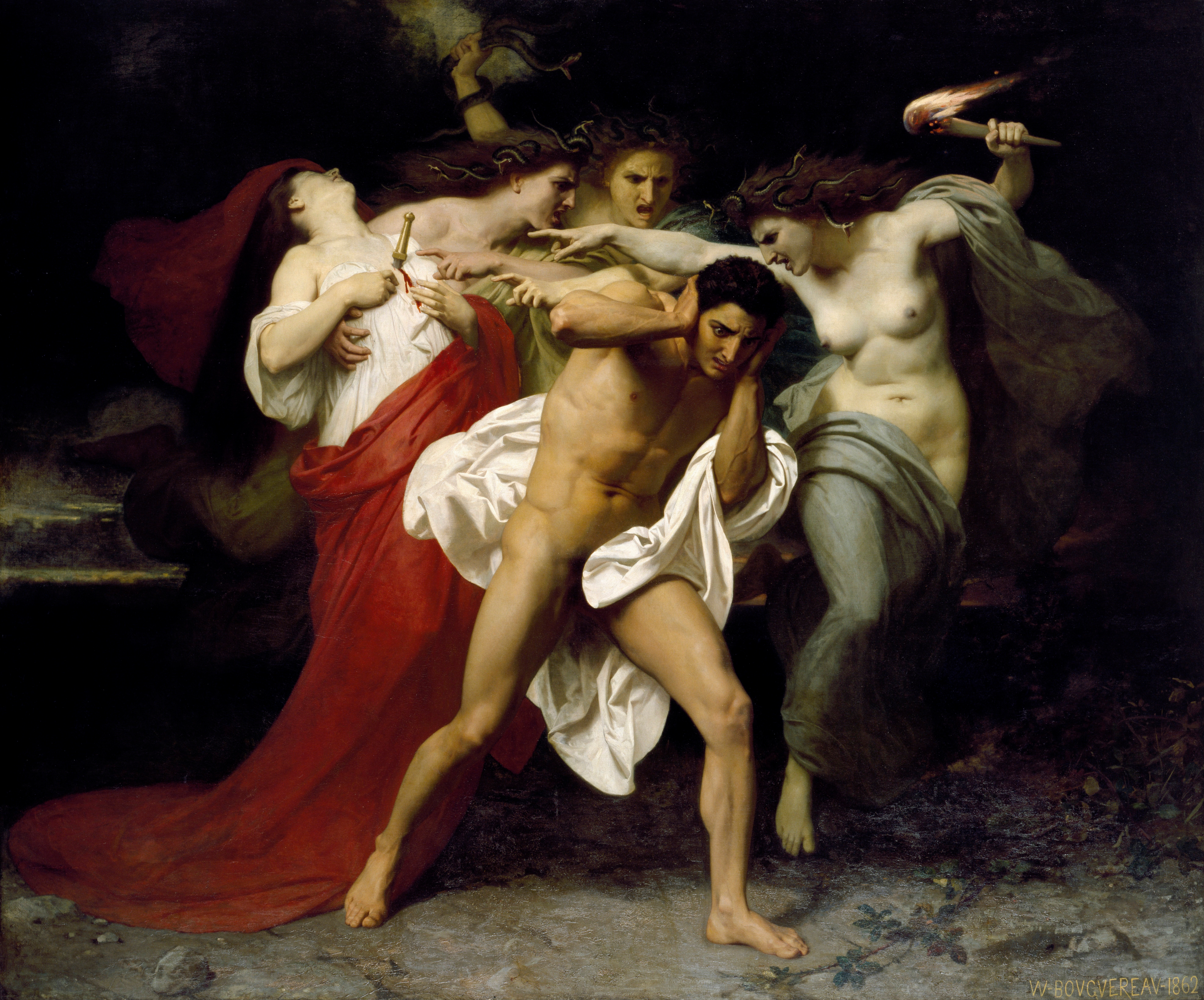
O remorso de Orestes, 1862
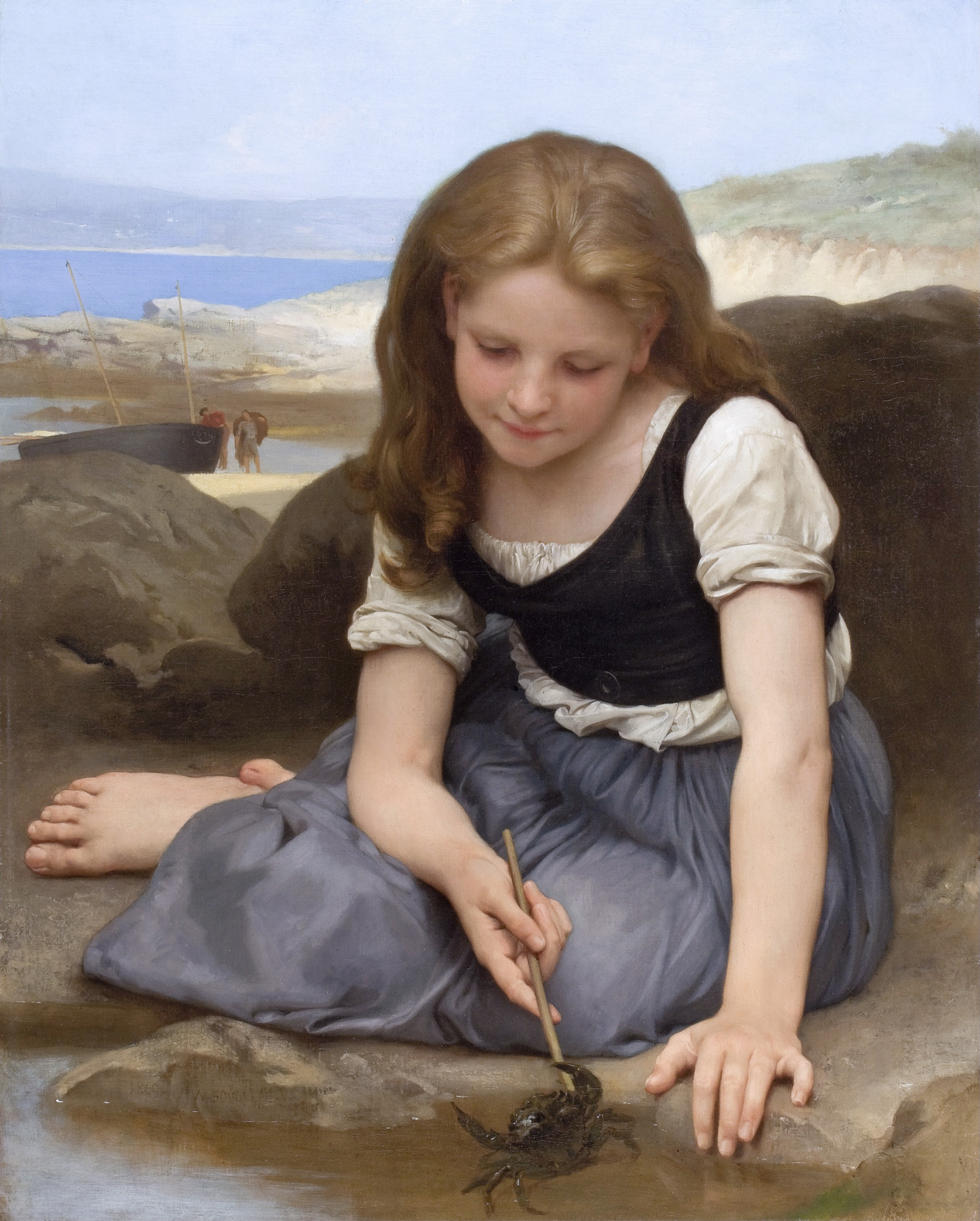
O caranguejo, 1869
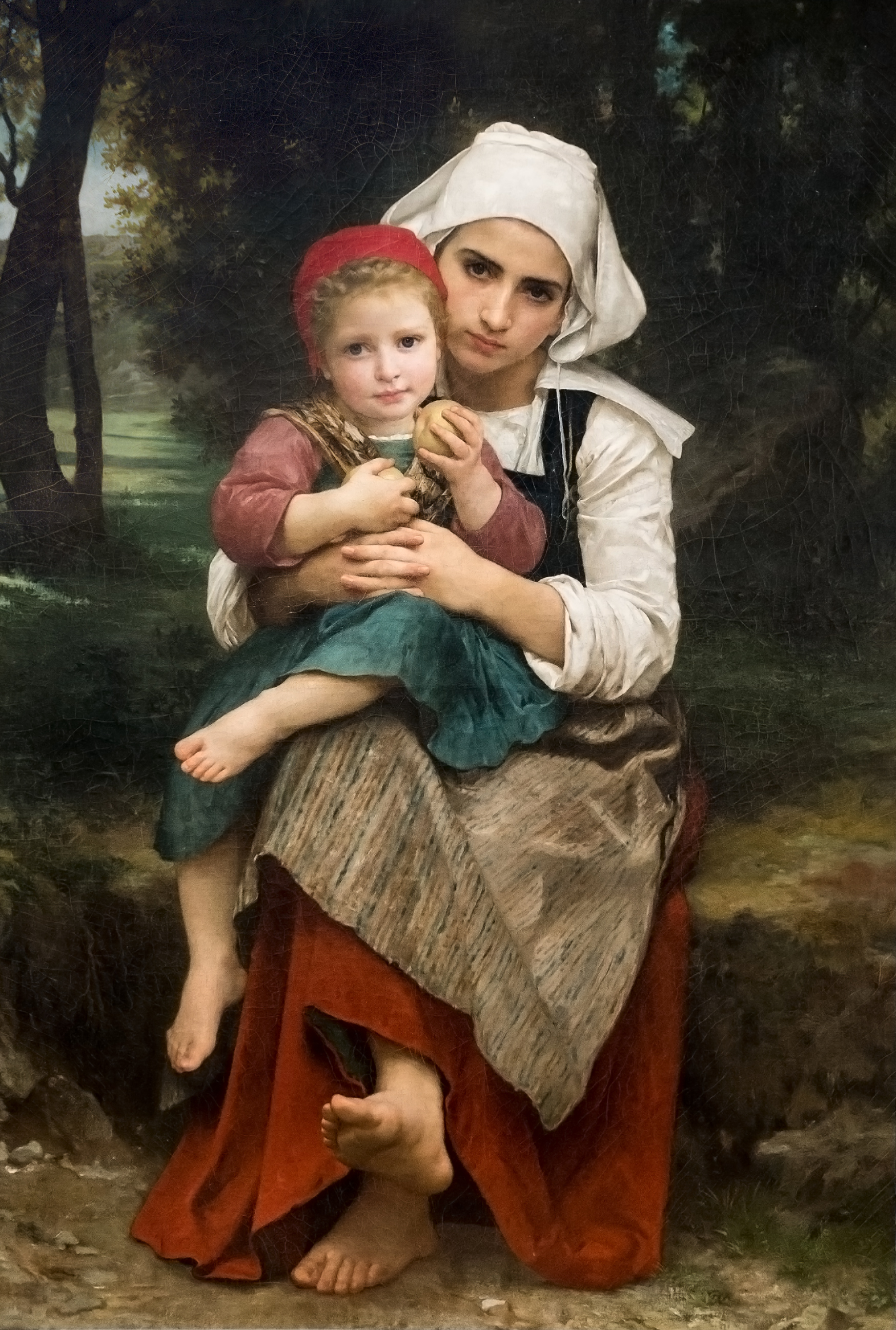
Irmãos da Bretanha, 1871
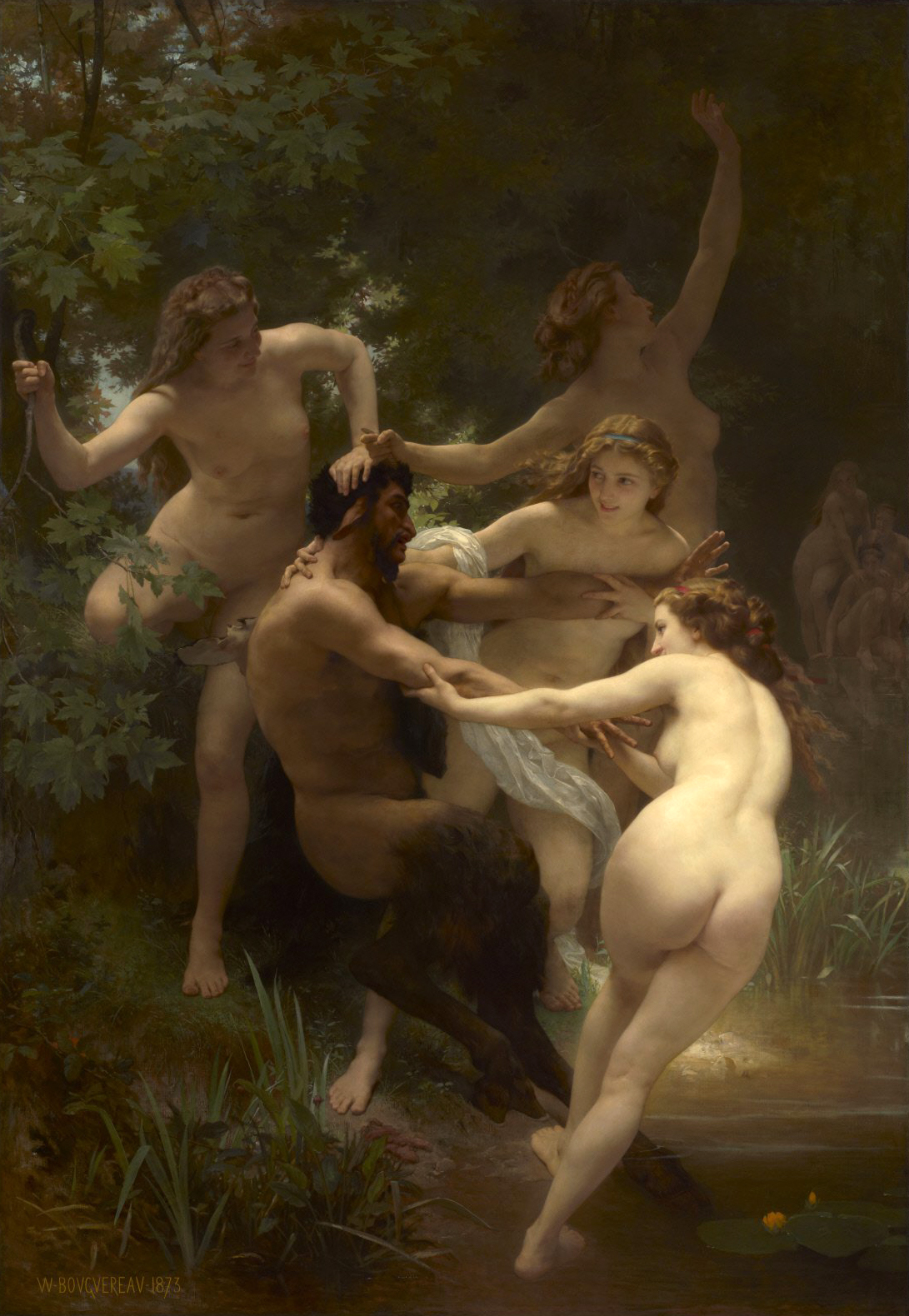
Ninfas e sátiro, 1873
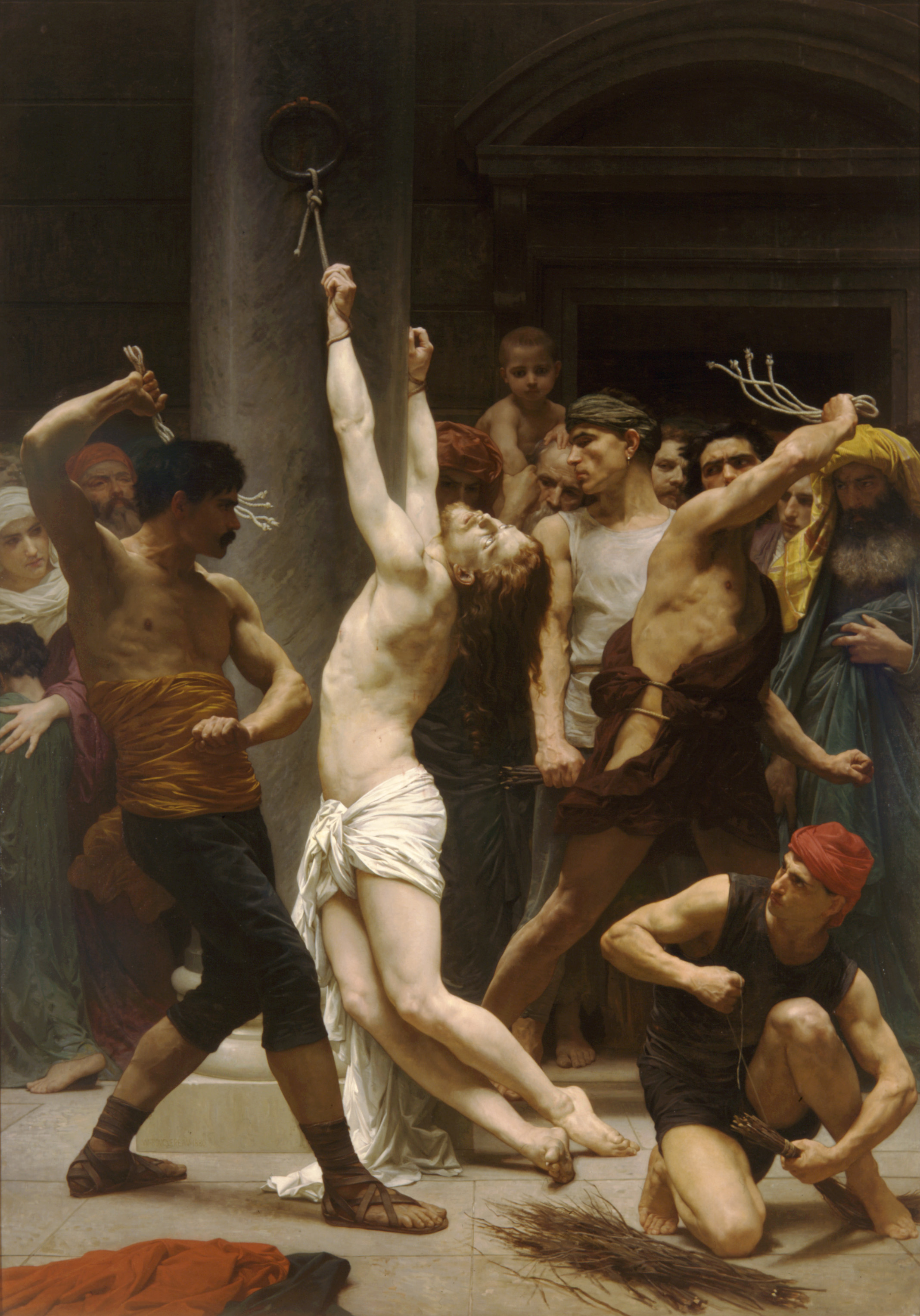
Flagelação de Cristo, 1880

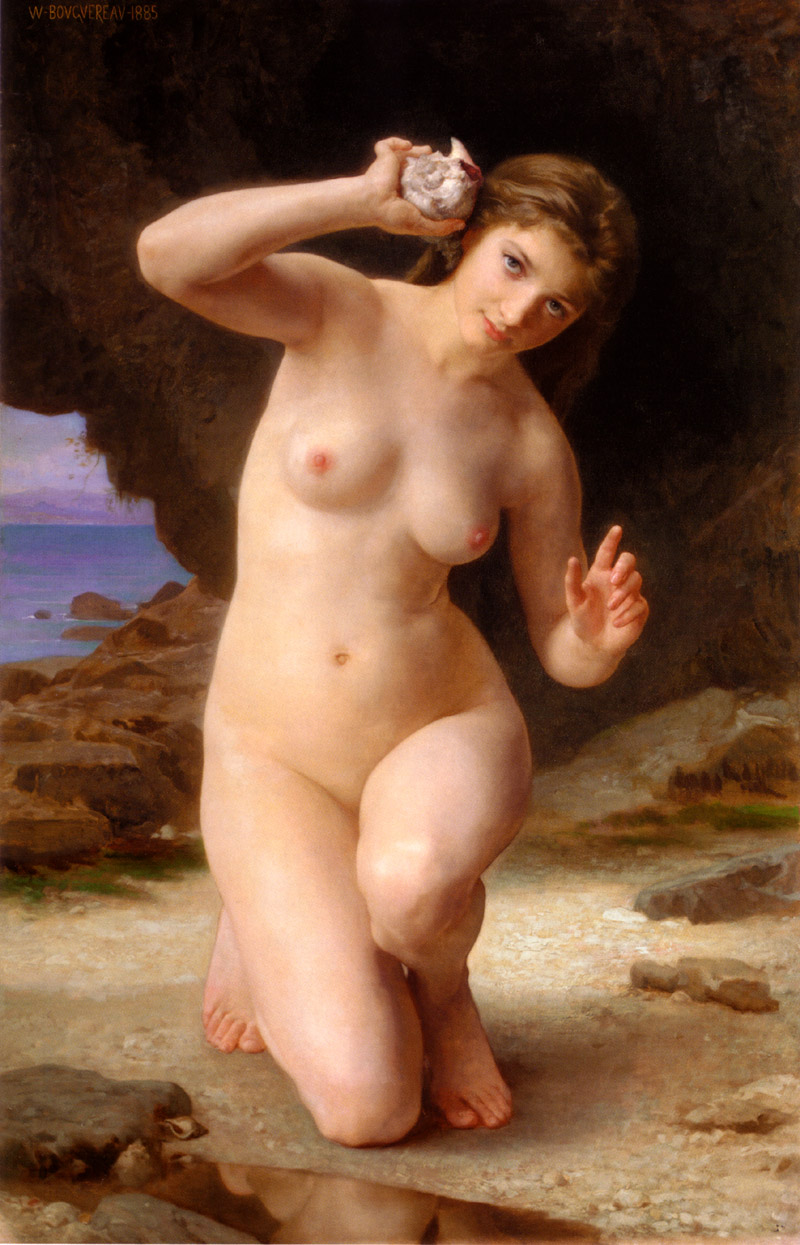
Mulher com uma concha, 1885
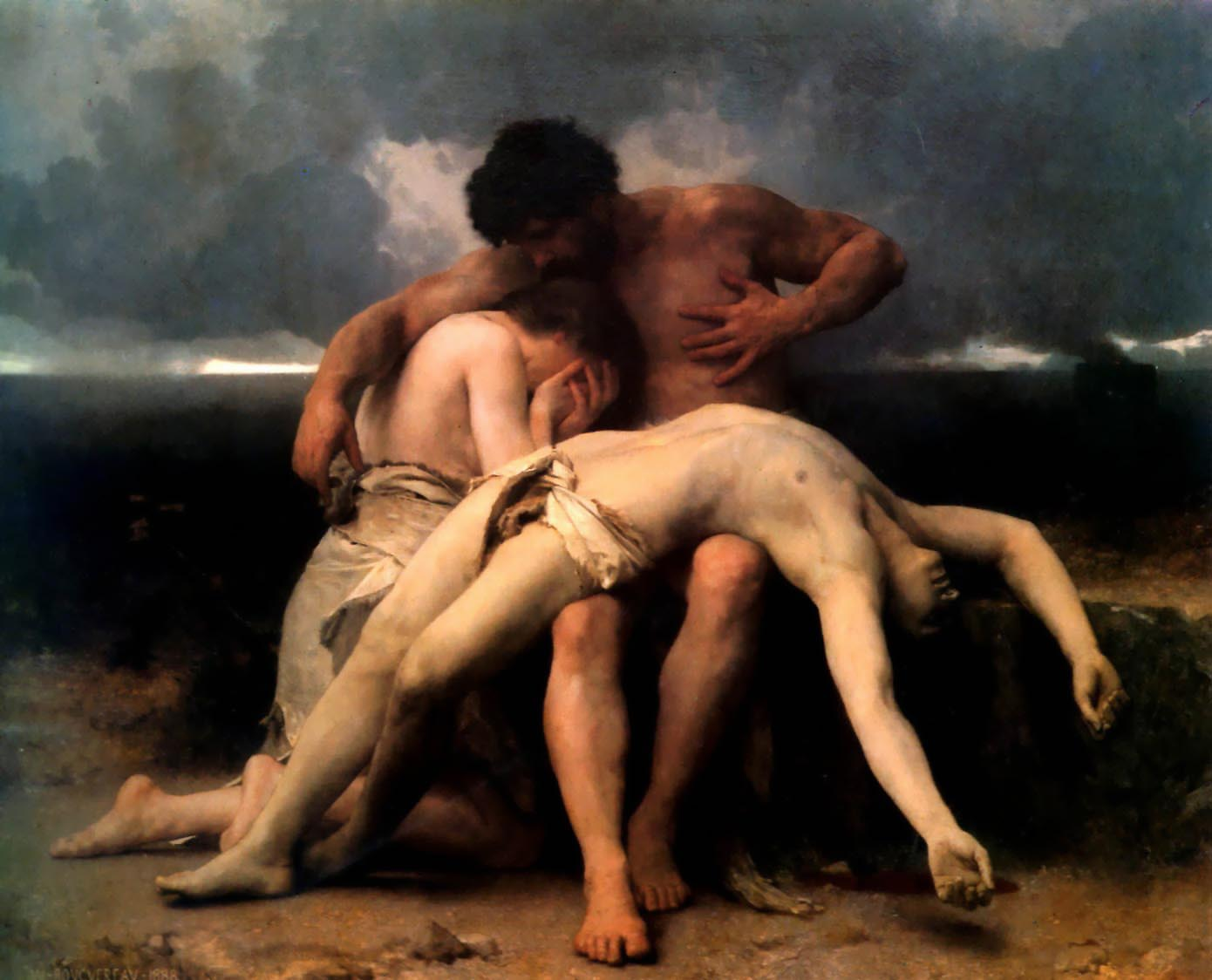
O primeiro luto, 1888
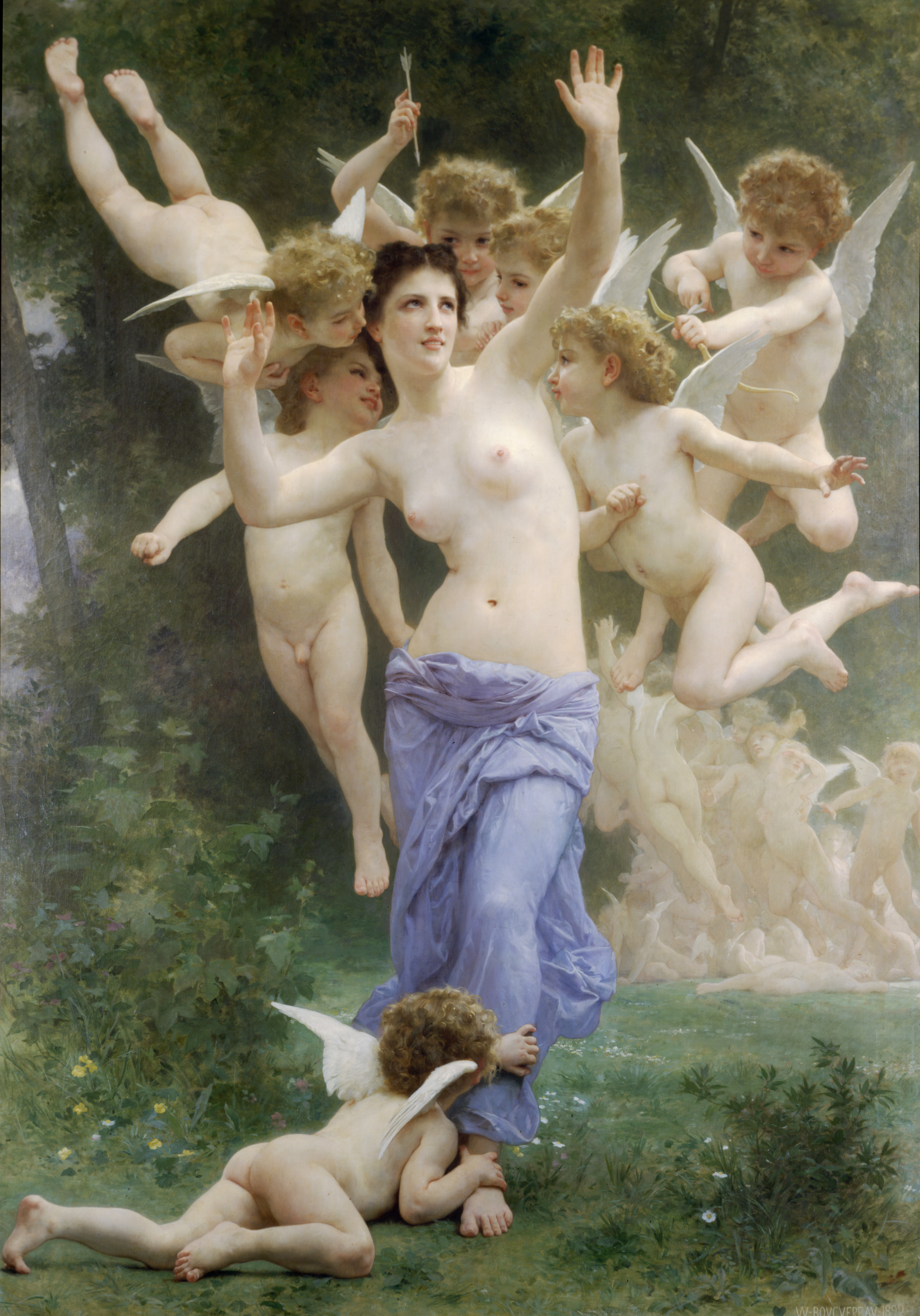
Invadindo o reino de Cupido, 1893
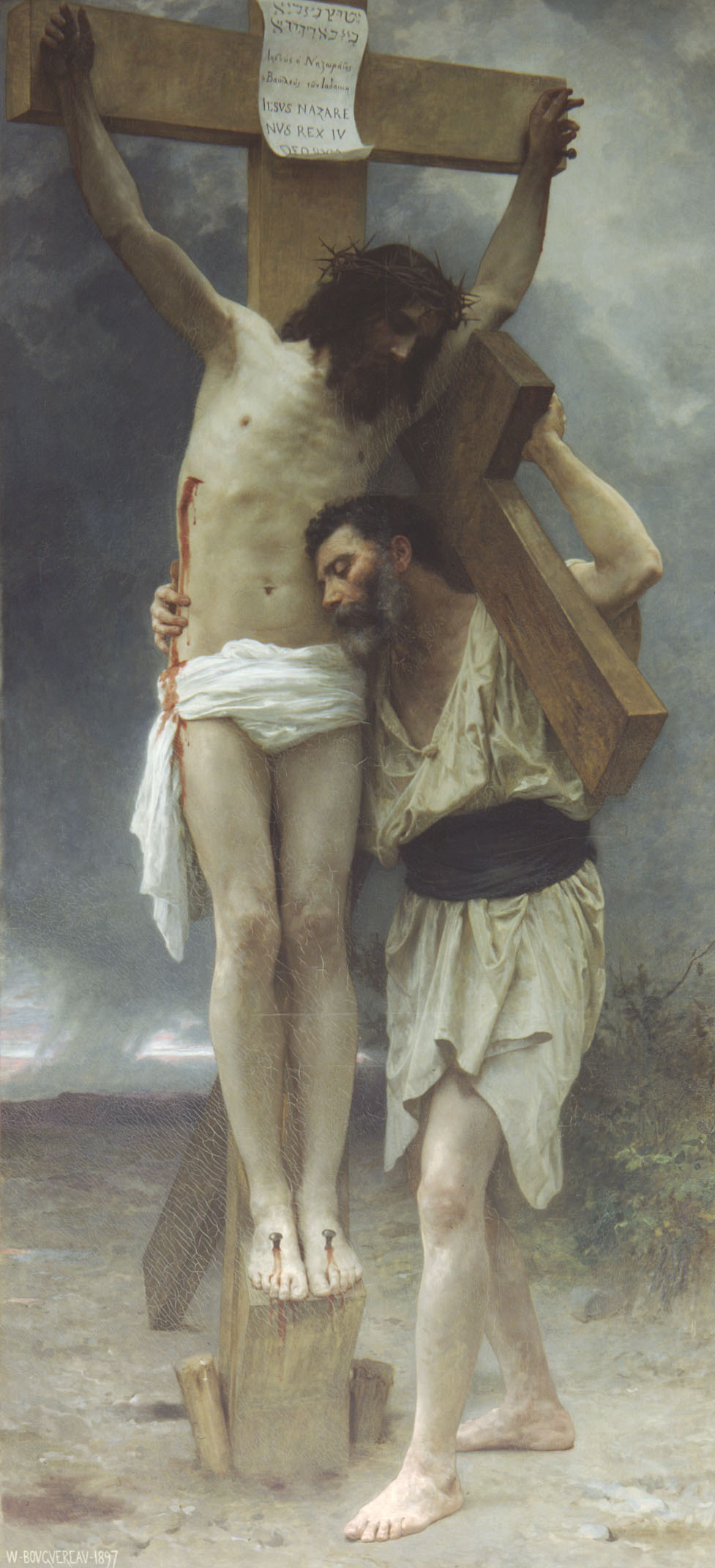
Compaixão!, 1897
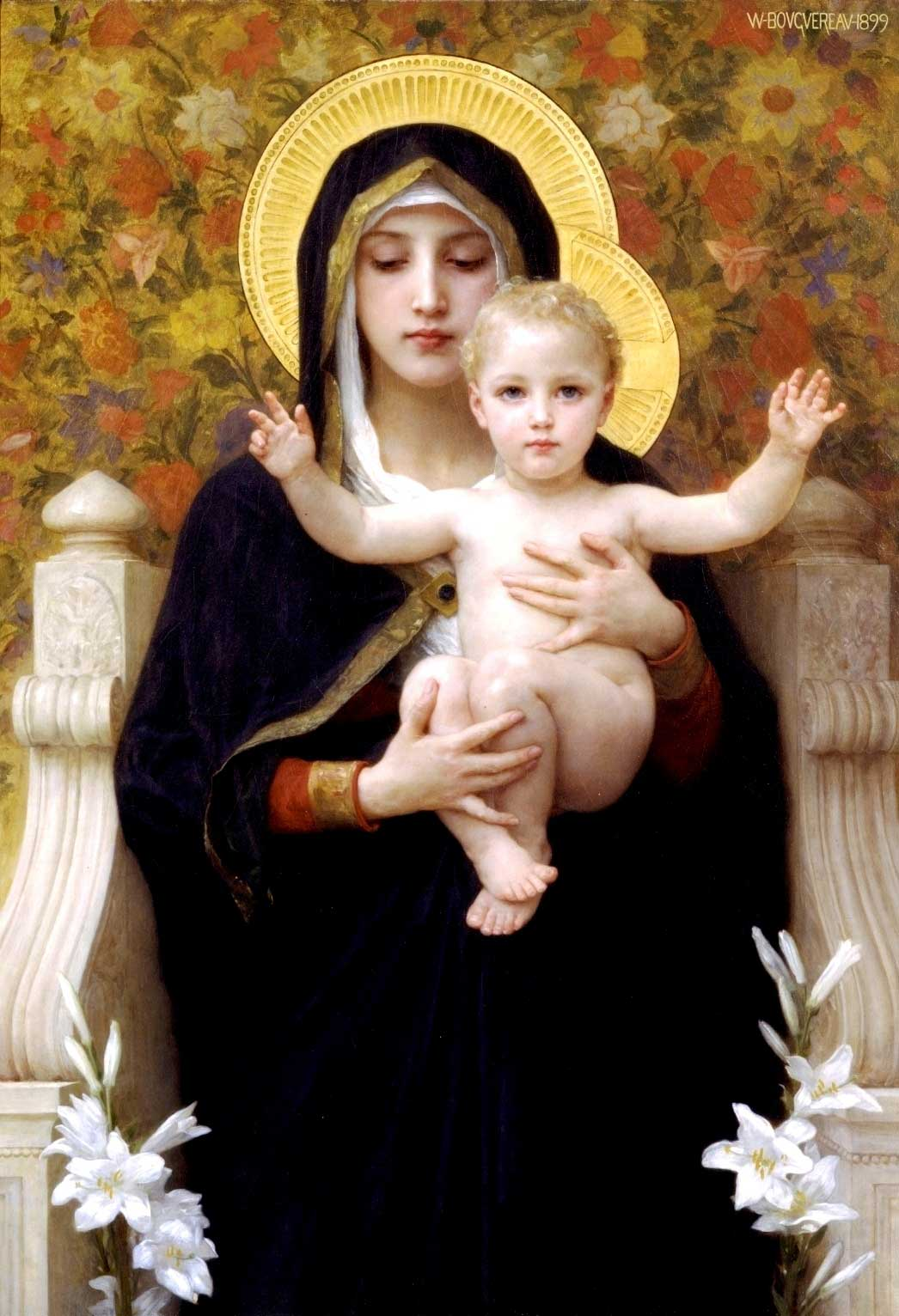
Madonna dos lírios, 1899